# فهرست قنات‌های شهرستان قائنات
جدول زیر بر اساس آمار وزارت جهاد کشاورزی تهیه شده‌است. فهرست زیر قنات‌های شهرستان قائنات در استان خراسان جنوبی را نشان می‌دهد.
| نام قنات        | موقعیت                     | نزدیک‌ترین روستا  | طول قنات (متر) | تعداد میله چاه | عمق مادر چاه | دبی (لیتر بر ثانیه) | سطح زیر کشت (هکتار) |
| --------------- | -------------------------- | ---------------- | -------------- | -------------- | ------------ | ------------------- | ------------------- |
| آخوند           | بخش نیمبلوک شهرستان قائنات | بسکاباد          | ۶۰             | ۳              | ۵            | ۱                   | ۲                   |
| آخوند           | بخش مرکزی شهرستان قائنات   | بیهود            | ۱۰۰            | ۵              | ۵            | ۵                   | ۲                   |
| اب رازوک        | بخش مرکزی شهرستان قائنات   | بزبیشه           | ۲۵۰            | ۳              | ۴            | ۲                   | ۴                   |
| اب سیاه         | بخش مرکزی شهرستان قائنات   | خونیک تجن        | ۱۱۰            | ۱۰             | ۳            | ۵                   | ۱۵                  |
| ابدآباد         | بخش مرکزی شهرستان قائنات   | دعوت             | ۲۵۰            | ۱۷             | ۱۶           | ۷                   | ۱                   |
| ابراهیماباد     | بخش مرکزی شهرستان قائنات   | سده              | ۴۰۰            | ۱۸             | ۱۱           | ۲                   | ۳                   |
| ابراهیم‌آباد     | بخش مرکزی شهرستان قائنات   | کلاته دلاکان     | ۲۵۰            | ۱۲             | ۱۲           | ۴                   | ۳                   |
| ابراهیم‌آباد     | بخش مرکزی شهرستان قائنات   | گلگنج            | ۱۶۰            | ۶              | ۸            | ۱                   | ۸                   |
| ابگرمی          | بخش مرکزی شهرستان قائنات   | حسین‌آباد         | ۷۵۰            | ۳۴             | ۱۲           | ۱۵                  | ۵                   |
| احمدآباد        | بخش مرکزی شهرستان قائنات   | چلونک            | ۵۰۰            | ۳۱             | ۷            | ۸                   | ۵                   |
| احمدآباد        | بخش مرکزی شهرستان قائنات   | کلاته دلاکان     | ۲۰۰            | ۱۱             | ۱۰           | ۳                   | ۳                   |
| احمدآباد        | بخش مرکزی شهرستان قائنات   | برج محمدان       | ۲۰۰            | ۸              | ۰            | ۱۰                  | ۱۰                  |
| اخ و تنگل       | بخش مرکزی شهرستان قائنات   | کلاته بالا       | ۳۵۰            | ۱۲             | ۱۲           | ۱۳                  | ۳۴                  |
| ادینوک          | بخش نیمبلوک شهرستان قائنات | کرغند            | ۲۰۰            | ۵              | ۶            | ۱                   | ۵                   |
| استادحسین       | بخش نیمبلوک شهرستان قائنات | بسکاباد          | ۵۰۰            | ۱۹             | ۱۰           | ۱                   | ۲                   |
| اسدآباد شوراب   | بخش مرکزی شهرستان قائنات   | اسدآباد شوراب    | ۷۳۰            | ۲۶             | ۱۸           | ۱۴                  | ۱۲                  |
| اسفیان          | بخش نیمبلوک شهرستان قائنات | اسفیان           | ۹۶۰            | ۳۲             | ۳۸           | ۳۰                  | ۳۸                  |
| اسماعیل‌آباد     | بخش مرکزی شهرستان قائنات   | مصطفی رحمانی     | ۲۰۰            | ۸              | ۱۰           | ۱                   | ۲                   |
| اسماعیل‌آباد     | بخش مرکزی شهرستان قائنات   | اسماعیل‌آباد      | ۴۰۰۰           | ۱۳۰            | ۲۱           | ۴                   | ۷                   |
| اسماعیل‌آباد     | بخش مرکزی شهرستان قائنات   | کلاته مزار       | ۱۴۰۰           | ۶۱             | ۹            | ۲                   | ۲                   |
| اسمان کوه       | بخش مرکزی شهرستان قائنات   | ورزق             | ۱۷۰            | ۸              | ۵            | ۰                   | ۱                   |
| اسپل سرپل       | بخش مرکزی شهرستان قائنات   | رزدنبل وراز      | ۲۰۰            | ۵              | ۱۱           | ۰                   | ۰                   |
| اسپیددالان      | بخش مرکزی شهرستان قائنات   | سفتوک            | ۲۵             | ۲              | ۴            | ۴                   | ۵                   |
| اصلی            | بخش نیمبلوک شهرستان قائنات | کلی              | ۱۱۰۰           | ۷۲             | ۱۲           | ۴                   | ۴                   |
| اصلی            | بخش نیمبلوک شهرستان قائنات | حاتم‌آباد         | ۱۲۰۰           | ۶۵             | ۲۲           | ۷                   | ۸                   |
| اصلی            | بخش مرکزی شهرستان قائنات   | روشک             | ۵۰۰            | ۲۰             | ۷            | ۸                   | ۲۲                  |
| اصلی            | بخش مرکزی شهرستان قائنات   | گلگنج            | ۱۳۵۰           | ۶۵             | ۱۸           | ۶                   | ۲۵                  |
| اصلی            | بخش مرکزی شهرستان قائنات   | کلاته نصیر       | ۶۵۰            | ۲۲             | ۱۲           | ۱۵                  | ۲۸                  |
| اصلی            | بخش مرکزی شهرستان قائنات   | خسروی            | ۲۵۰            | ۱۵             | ۱۲           | ۲                   | ۶                   |
| اصلی            | بخش مرکزی شهرستان قائنات   | نهج              | ۱۵۰۰           | ۵۵             | ۱۲           | ۱۸                  | ۶۵                  |
| اصلی            | بخش مرکزی شهرستان قائنات   | خورواج           | ۶۱۰            | ۱۸             | ۱۵           | ۱۲                  | ۱۹                  |
| اصلی            | بخش مرکزی شهرستان قائنات   | خونیک پای گدار   | ۷۵۰            | ۳۷             | ۲۵           | ۱۴                  | ۳۲                  |
| اصلی            | بخش نیمبلوک شهرستان قائنات | اچونی            | ۶۵۰            | ۱۷             | ۱۴           | ۸                   | ۱۲                  |
| اصلی            | بخش مرکزی شهرستان قائنات   | بیدمشک           | ۳۵۰            | ۱۱             | ۱۰           | ۷                   | ۱۳                  |
| اصلی            | بخش مرکزی شهرستان قائنات   | تجرگ             | ۵۰             | ۱              | ۹            | ۵                   | ۲۰                  |
| اصلی            | بخش مرکزی شهرستان قائنات   | اندریک           | ۲۷۰            | ۷              | ۱۵           | ۹                   | ۲۰                  |
| اصلی            | بخش مرکزی شهرستان قائنات   | معراج            | ۷۰۰            | ۲۵             | ۹            | ۱۱                  | ۲۱                  |
| اصلی            | بخش مرکزی شهرستان قائنات   | مهیار            | ۱۵۰            | ۶              | ۴            | ۲                   | ۱                   |
| اصلی            | بخش مرکزی شهرستان قائنات   | اکبریه           | ۲۵۰۰           | ۸۵             | ۴۵           | ۱۲                  | ۲۴                  |
| اصلی            | بخش مرکزی شهرستان قائنات   | نیمروز           | ۴۱۰            | ۱۶             | ۱۲           | ۶                   | ۱۸                  |
| اصلی بزبیشه     | بخش مرکزی شهرستان قائنات   | بزبیشه           | ۱۰۰            | ۰              | ۵            | ۱۴                  | ۱۵                  |
| اصلی بیهود      | بخش مرکزی شهرستان قائنات   | بیهود            | ۲۰۰            | ۶              | ۶            | ۳۵                  | ۵۵                  |
| اصلی خونیک      | بخش مرکزی شهرستان قائنات   | خونیک تجن        | ۶۰۰            | ۲۵             | ۱۰           | ۹                   | ۲۵                  |
| اصلی رزدنبل     | بخش مرکزی شهرستان قائنات   | رزدنبل           | ۳۵۰            | ۱۵             | ۱۶           | ۱۵                  | ۲۰                  |
| اصلی روستا      | بخش مرکزی شهرستان قائنات   | تندیل            | ۲۴۰            | ۱۲             | ۱۵           | ۵                   | ۶                   |
| اصلی روستا      | بخش مرکزی شهرستان قائنات   | عباس‌آباد روشک    | ۱۷۰۰           | ۰              | ۰            | ۲                   | ۵                   |
| اصلی روستا      | بخش مرکزی شهرستان قائنات   | شیرمرغ           | ۲۱۰۰           | ۶۵             | ۳۸           | ۱۶                  | ۳۱                  |
| اصلی روستا      | بخش مرکزی شهرستان قائنات   | ورزق             | ۹۰             | ۶۴             | ۶            | ۴                   | ۵                   |
| اصلی علیا       | بخش مرکزی شهرستان قائنات   | زول              | ۱۲۰۰           | ۸۵             | ۴۲           | ۸                   | ۱۰                  |
| اصلی فلک        | بخش مرکزی شهرستان قائنات   | فلک              | ۱۲۰۰           | ۴۵             | ۹            | ۸                   | ۲۲                  |
| اصلی کره        | بخش مرکزی شهرستان قائنات   | کره              | ۷۰             | ۰              | ۲۰           | ۱۵                  | ۳۶                  |
| اغاز زهان       | بخش مرکزی شهرستان قائنات   | مهرک لاغره       | ۳۰۰            | ۱۵             | ۸            | ۱۵                  | ۱۰                  |
| اغال جرقی بالا  | بخش مرکزی شهرستان قائنات   | روم              | ۵۰             | ۳              | ۶            | ۲                   | ۱                   |
| اغال جرقی سفل   | بخش مرکزی شهرستان قائنات   | روم              | ۲۵۰            | ۱۲             | ۱۴           | ۲                   | ۳                   |
| اغال سنگی       | بخش مرکزی شهرستان قائنات   | روم              | ۷۰             | ۴              | ۴            | ۱                   | ۲                   |
| اغال قنبر       | بخش مرکزی شهرستان قائنات   | نارگندل          | ۶۰             | ۸              | ۱۲           | ۲                   | ۰                   |
| اغال کری        | بخش مرکزی شهرستان قائنات   | سده              | ۱۰۰۰           | ۵۷             | ۵            | ۱۴                  | ۱۲                  |
| اغال کمر سفلی   | بخش مرکزی شهرستان قائنات   | اوج              | ۱۵۰            | ۸              | ۵            | ۱۱                  | ۳                   |
| اغال کمری بالا  | بخش مرکزی شهرستان قائنات   | اوج              | ۱۴۰            | ۹              | ۴            | ۱۶                  | ۷                   |
| افریز           | بخش مرکزی شهرستان قائنات   | افریز            | ۸۰۰۰           | ۳۶۰            | ۴۵           | ۲۲                  | ۴۱                  |
| افضل‌آباد        | بخش مرکزی شهرستان قائنات   | زول              | ۲۰۰            | ۱۱             | ۷            | ۳                   | ۲                   |
| النگ بید        | بخش مرکزی شهرستان قائنات   | نیگ              | ۱۵۰            | ۸              | ۱۰           | ۳                   | ۲                   |
| النگ مزار       | بخش مرکزی شهرستان قائنات   | باراز            | ۳۵۰            | ۷              | ۶            | ۱                   | ۲                   |
| النگ مزار       | بخش مرکزی شهرستان قائنات   | باراز            | ۵۰۰            | ۶              | ۱۰           | ۰                   | ۱                   |
| النگ نی سوخته   | بخش مرکزی شهرستان قائنات   | برج محمدان       | ۴۰             | ۲              | ۵            | ۳                   | ۲                   |
| الویی           | بخش مرکزی شهرستان قائنات   | نیگ              | ۱۵۰            | ۸              | ۱۵           | ۵                   | ۲                   |
| امتاج           | بخش مرکزی شهرستان قائنات   | اندریک           | ۴۷۰            | ۲۷             | ۱۸           | ۱۳                  | ۲۴                  |
| امرآباد         | بخش مرکزی شهرستان قائنات   | بن خونیک         | ۲۰۰            | ۸              | ۳            | ۲                   | ۳                   |
| امیرآباد        | بخش مرکزی شهرستان قائنات   | امیرآباد         | ۲۲۰۰           | ۸۴             | ۱۹           | ۱۵                  | ۸                   |
| امین‌آباد        | بخش مرکزی شهرستان قائنات   | خشک              | ۲۵۰            | ۷              | ۷            | ۷                   | ۴                   |
| امین‌آباد        | بخش مرکزی شهرستان قائنات   | جعفرآباد         | ۲۰۰            | ۱۲             | ۴            | ۳                   | ۲                   |
| انجمن           | بخش مرکزی شهرستان قائنات   | سده              | ۷۰۰            | ۲۸             | ۲۳           | ۳۰                  | ۳                   |
| انجیران         | بخش مرکزی شهرستان قائنات   | نیگ              | ۱۵۰            | ۹              | ۱۰           | ۴                   | ۳                   |
| اوج بالا        | بخش مرکزی شهرستان قائنات   | اوج بالا         | ۷۰             | ۴              | ۶            | ۷                   | ۵                   |
| اوج وسطی        | بخش مرکزی شهرستان قائنات   | اوج              | ۱۲۰            | ۶              | ۶            | ۷                   | ۵                   |
| اوج پائین       | بخش مرکزی شهرستان قائنات   | اوج              | ۷۰             | ۳              | ۵            | ۳                   | ۲                   |
| اویچ            | بخش مرکزی شهرستان قائنات   | اویچ             | ۱۰۰۰           | ۴۸             | ۱۴           | ۲۱                  | ۲۸                  |
| اکبرآباد        | بخش مرکزی شهرستان قائنات   | سارجین           | ۳۷۰            | ۱۵             | ۹            | ۷                   | ۴                   |
| اکبرآباد        | بخش مرکزی شهرستان قائنات   | زمانی            | ۴۰۰            | ۱۹             | ۱۵           | ۱                   | ۱                   |
| اکبرآباد        | بخش مرکزی شهرستان قائنات   | مهرک لاغره       | ۳۰۰            | ۱۲             | ۸            | ۷                   | ۷                   |
| اکبرآباد        | بخش مرکزی شهرستان قائنات   | بیهود            | ۱۰۰            | ۴              | ۵            | ۸                   | ۲۰                  |
| اکبرآباد        | بخش مرکزی شهرستان قائنات   | اندریک           | ۳۰۰            | ۱۱             | ۱۰           | ۵                   | ۶                   |
| اکیک            | بخش مرکزی شهرستان قائنات   | زمانی            | ۵۰۰            | ۴۱             | ۱۲           | ۱                   | ۱                   |
| اکیک            | بخش مرکزی شهرستان قائنات   | زمانی            | ۴۰۰            | ۱۸             | ۱۵           | ۱                   | ۱                   |
| ایجند سفلی      | بخش مرکزی شهرستان قائنات   | دشت              | ۴۰۰            | ۲۶             | ۱۵           | ۷                   | ۵                   |
| ایجند علیا      | بخش مرکزی شهرستان قائنات   | دشت              | ۸۰۰            | ۳۷             | ۱۷           | ۵                   | ۵                   |
| باباعلی         | بخش نیمبلوک شهرستان قائنات | باباعلی          | ۱۰۰            | ۶              | ۱۲           | ۵                   | ۱                   |
| بابامیر         | بخش نیمبلوک شهرستان قائنات | کلاته سری        | ۵۰             | ۴              | ۵            | ۱                   | ۳                   |
| بادام در        | بخش نیمبلوک شهرستان قائنات | بیناباج          | ۴۰۰            | ۱۶             | ۳۰           | ۳                   | ۴                   |
| بادامک          | بخش نیمبلوک شهرستان قائنات | بادامک           | ۵۰             | ۴              | ۳            | ۴                   | ۷                   |
| بادامک          | بخش مرکزی شهرستان قائنات   | بادامک           | ۴۰۰            | ۱۹             | ۸            | ۱۲                  | ۶                   |
| بادامک          | بخش مرکزی شهرستان قائنات   | شیرخند           | ۲۸۰            | ۹              | ۸            | ۳                   | ۲                   |
| بادامک سفلی     | بخش مرکزی شهرستان قائنات   | پهنایی           | ۱۵۰۰           | ۱۱             | ۵            | ۱۲                  | ۵۰                  |
| بادامک علیا     | بخش مرکزی شهرستان قائنات   | پهنایی           | ۲۰۰۰           | ۲۵             | ۱۴           | ۱۲                  | ۵۰                  |
| باراز           | بخش مرکزی شهرستان قائنات   | باراز            | ۱۶۰            | ۴              | ۵            | ۴۵                  | ۱۵۰                 |
| بازو            | بخش نیمبلوک شهرستان قائنات | خضری             | ۳۰۰۰           | ۱۲۰            | ۷۵           | ۲۰                  | ۳۲                  |
| باغ گاه         | بخش مرکزی شهرستان قائنات   | کره              | ۶۰             | ۵              | ۵            | ۴                   | ۲                   |
| باغ گاه         | بخش مرکزی شهرستان قائنات   | کره              | ۷۰             | ۳              | ۶            | ۷                   | ۴                   |
| باغچه بالا      | بخش مرکزی شهرستان قائنات   | چلونک            | ۳۰             | ۳              | ۳            | ۲                   | ۱                   |
| باقرآباد        | بخش مرکزی شهرستان قائنات   | برج محمدان       | ۴۰۰            | ۱۶             | ۱۴           | ۱۰                  | ۳                   |
| بالاکلاته سری   | بخش نیمبلوک شهرستان قائنات | کلاته سری        | ۴۰۰            | ۱۵             | ۱۵           | ۲۰                  | ۲۰                  |
| بالای شیرمغز    | بخش نیمبلوک شهرستان قائنات | شیرمغز           | ۲۰۰            | ۳              | ۵            | ۳                   | ۴                   |
| بخشی            | بخش نیمبلوک شهرستان قائنات | بنرگ             | ۲۰۰            | ۷              | ۸            | ۲                   | ۲                   |
| برج محمدان      | بخش مرکزی شهرستان قائنات   | برج محمدان       | ۴۵۰            | ۱۸             | ۱۲           | ۱۲                  | ۴                   |
| برزاباد         | بخش مرکزی شهرستان قائنات   | نیگ              | ۳۶۰            | ۱۷             | ۲۵           | ۱۲                  | ۴                   |
| برزاباد پائین   | بخش نیمبلوک شهرستان قائنات | برزاباد          | ۵۰۰            | ۱۶             | ۱۰           | ۱۰                  | ۱۴                  |
| برشک            | بخش نیمبلوک شهرستان قائنات | برشک             | ۱۵۰            | ۱۷             | ۶            | ۵                   | ۱۷                  |
| برکوک           | بخش مرکزی شهرستان قائنات   | برکوک            | ۵۰۰            | ۳۱             | ۱۲           | ۵                   | ۲                   |
| برکوک پائین     | بخش مرکزی شهرستان قائنات   | برکوک            | ۵۵۰            | ۲۲             | ۱۲           | ۲                   | ۱                   |
| بزقنج           | بخش مرکزی شهرستان قائنات   | شیرخند           | ۱۲۰            | ۰              | ۷            | ۳                   | ۵                   |
| بزناباد         | بخش نیمبلوک شهرستان قائنات | بزناباد          | ۱۵۰۰           | ۳۳             | ۲۵           | ۳۰                  | ۱۰۰                 |
| بلقه            | بخش مرکزی شهرستان قائنات   | شیرخند           | ۳۰۰            | ۱۳             | ۱۰           | ۳                   | ۳                   |
| بن خونیک        | بخش مرکزی شهرستان قائنات   | بن خونیک         | ۴۰۰            | ۱۸             | ۷            | ۸                   | ۱۱                  |
| بندر            | بخش مرکزی شهرستان قائنات   | زمانی            | ۴۵۰            | ۲۱             | ۱۷           | ۱                   | ۱                   |
| بندر            | بخش مرکزی شهرستان قائنات   | زمانی            | ۵۳۰            | ۲۱             | ۱۵           | ۲                   | ۱                   |
| بندستان         | بخش مرکزی شهرستان قائنات   | شیرمرغ           | ۲۲۰۰           | ۶۵             | ۳۵           | ۵                   | ۱۰                  |
| بندستان         | بخش مرکزی شهرستان قائنات   | شیرمرغ           | ۵۵۰            | ۶۵             | ۲۵           | ۸                   | ۹                   |
| بنرگ            | بخش نیمبلوک شهرستان قائنات | بنرگ             | ۵۰۰            | ۱۱             | ۱۰           | ۱                   | ۲۰                  |
| بنوغان          | بخش نیمبلوک شهرستان قائنات | نوغاب پسکوه      | ۱۰۰۰           | ۴۵             | ۱۲           | ۴                   | ۵                   |
| بهادی           | بخش مرکزی شهرستان قائنات   | کره              | ۳۶۰            | ۱۶             | ۱۰           | ۴                   | ۱۲                  |
| بها’ الدین      | بخش مرکزی شهرستان قائنات   | کره              | ۴۵۰            | ۲۵             | ۱۵           | ۴                   | ۲۲                  |
| بهدان           | بخش مرکزی شهرستان قائنات   | خونیک پای گدار   | ۶۰۰            | ۱۲             | ۸            | ۳                   | ۴                   |
| بی جو           | بخش مرکزی شهرستان قائنات   | بیهود            | ۲۰۰            | ۱۰             | ۶            | ۲                   | ۴                   |
| بید             | بخش مرکزی شهرستان قائنات   | بیهود            | ۳۰۰            | ۱۲             | ۹            | ۴                   | ۴                   |
| بید             | بخش مرکزی شهرستان قائنات   | نیگ              | ۵۰۰            | ۲۸             | ۳۰           | ۱۱                  | ۴                   |
| بیدر            | بخش مرکزی شهرستان قائنات   | دعوت             | ۲۰۰            | ۱۱             | ۱۵           | ۱۰                  | ۶                   |
| بیدو            | بخش مرکزی شهرستان قائنات   | ورزق             | ۲۵۰            | ۱۱             | ۷            | ۲                   | ۴                   |
| بیدوک           | بخش مرکزی شهرستان قائنات   | گزنشک            | ۲۴۰            | ۷              | ۸            | ۲                   | ۳                   |
| بیناباد         | بخش مرکزی شهرستان قائنات   | رومشتک           | ۲۵             | ۴              | ۵            | ۳                   | ۳                   |
| بیناباد         | بخش مرکزی شهرستان قائنات   | اویچ             | ۷۰۰            | ۳۷             | ۲۰           | ۱۱                  | ۱۴                  |
| تبلو            | بخش نیمبلوک شهرستان قائنات | تبلو             | ۳۵۰            | ۳۳             | ۱۲           | ۱۴                  | ۲۵                  |
| ترسکوه          | بخش مرکزی شهرستان قائنات   | ترسکوه کره       | ۵۰             | ۲              | ۵            | ۴                   | ۵                   |
| ترش آب          | بخش مرکزی شهرستان قائنات   | بزبیشه           | ۵۰             | ۰              | ۰            | ۲                   | ۰                   |
| ترش آب          | بخش مرکزی شهرستان قائنات   | تجرگ             | ۱۶۰            | ۷              | ۶            | ۶                   | ۵                   |
| ترشک            | بخش مرکزی شهرستان قائنات   | بیهود            | ۱۰۰            | ۵              | ۶            | ۱                   | ۲                   |
| ترمنج           | بخش مرکزی شهرستان قائنات   | برکوک            | ۳۰۰            | ۱۲             | ۱۲           | ۵                   | ۱                   |
| تلخیک           | بخش مرکزی شهرستان قائنات   | زول              | ۲۵۰            | ۹              | ۲۱           | ۷                   | ۸                   |
| تلونوروغنی      | بخش نیمبلوک شهرستان قائنات | خنج              | ۳۰۰            | ۶              | ۱۲           | ۱۳                  | ۱۵                  |
| تنگان           | بخش مرکزی شهرستان قائنات   | دشت              | ۷۰۰            | ۳۱             | ۲۰           | ۵                   | ۶                   |
| تنگل            | بخش مرکزی شهرستان قائنات   | روم              | ۱۲۰۰           | ۴۸             | ۱۲           | ۲۰                  | ۱۲                  |
| تنگل بالا       | بخش مرکزی شهرستان قائنات   | تجن              | ۳۲۰            | ۱۴             | ۱۲           | ۰                   | ۱۸                  |
| تنگل بالا       | بخش مرکزی شهرستان قائنات   | روم              | ۱۰۰۰           | ۵۱             | ۱۵           | ۴                   | ۱۵                  |
| تنگل بیهود      | بخش مرکزی شهرستان قائنات   | اندریک           | ۷۰             | ۳              | ۵            | ۵                   | ۰                   |
| تنگل زرد        | بخش نیمبلوک شهرستان قائنات | مشارک            | ۳۰۰            | ۷              | ۱۴           | ۰                   | ۰                   |
| تنگل سیاه       | بخش مرکزی شهرستان قائنات   | جنت‌آباد          | ۳۵۰            | ۱۵             | ۱۴           | ۳                   | ۴                   |
| تنگل پا’ین      | بخش مرکزی شهرستان قائنات   | تجن              | ۲۸۰            | ۹              | ۱۱           | ۸                   | ۱۸                  |
| تودشک           | بخش مرکزی شهرستان قائنات   | نیگ              | ۲۷۰            | ۱۶             | ۲۰           | ۳                   | ۲                   |
| تونی            | بخش مرکزی شهرستان قائنات   | کلاته بالا       | ۱۵۰۰           | ۳۵             | ۲۰           | ۸                   | ۸۰                  |
| تک زو           | بخش مرکزی شهرستان قائنات   | پهنایی           | ۱۰۰            | ۴              | ۳            | ۸                   | ۵                   |
| تک سنجد         | بخش مرکزی شهرستان قائنات   | پهنایی           | ۵۰۰            | ۹              | ۷            | ۲                   | ۱                   |
| تک ماری         | بخش مرکزی شهرستان قائنات   | روم              | ۳۰۰            | ۱۶             | ۷            | ۲                   | ۱                   |
| تک پروس         | بخش نیمبلوک شهرستان قائنات | کرغند            | ۲۰۰            | ۶              | ۸            | ۵                   | ۵                   |
| تک کاسه خراس    | بخش مرکزی شهرستان قائنات   | روم              | ۳۵۰            | ۱۷             | ۱۰           | ۱                   | ۲                   |
| تک کلاته        | بخش مرکزی شهرستان قائنات   | بیهود            | ۱۵۰            | ۷              | ۷            | ۵                   | ۴                   |
| تک کلاته سری    | بخش نیمبلوک شهرستان قائنات | خنج              | ۵۰             | ۳              | ۵            | ۲                   | ۳                   |
| تگ باجود        | بخش نیمبلوک شهرستان قائنات | کرغند            | ۳۰۰            | ۲۳             | ۱۵           | ۱                   | ۲                   |
| تگ جوزان سفلی   | بخش نیمبلوک شهرستان قائنات | بیناباج          | ۵۵۰            | ۲۲             | ۱۶           | ۴                   | ۶                   |
| تگ حاجی         | بخش نیمبلوک شهرستان قائنات | خنج              | ۵۰             | ۳              | ۹            | ۱                   | ۳                   |
| تگ خاران        | بخش مرکزی شهرستان قائنات   | تگ خاران         | ۱۲۰            | ۰              | ۰            | ۳                   | ۸                   |
| تگ خارستان      | بخش نیمبلوک شهرستان قائنات | نوغاب پسکوه      | ۵۰۰            | ۵۰             | ۲۵           | ۳                   | ۵                   |
| تگ خارون        | بخش نیمبلوک شهرستان قائنات | کلاته سری        | ۲۵۰            | ۱۲             | ۵            | ۲                   | ۴                   |
| تگ خانه ها      | بخش مرکزی شهرستان قائنات   | سراب             | ۱۰۰            | ۶              | ۱۰           | ۲                   | ۱                   |
| تگ خرمنو        | بخش نیمبلوک شهرستان قائنات | نوغاب پسکوه      | ۲۵۰            | ۸              | ۱۲           | ۲                   | ۳                   |
| تگ خنگ          | بخش مرکزی شهرستان قائنات   | روم              | ۵۰۰            | ۳۳             | ۱۰           | ۲                   | ۲                   |
| تگ خوبان        | بخش مرکزی شهرستان قائنات   | خشک              | ۸۵۰            | ۳۳             | ۹            | ۱                   | ۱                   |
| تگ خورو         | بخش نیمبلوک شهرستان قائنات | فتح‌آباد          | ۱۱۰            | ۴              | ۸            | ۰                   | ۱۰                  |
| تگ دیمه زاری    | بخش مرکزی شهرستان قائنات   | نارگندل          | ۷۰             | ۴              | ۱۰           | ۱                   | ۱                   |
| تگ رود          | بخش مرکزی شهرستان قائنات   | سراب             | ۵۰۰            | ۲۸             | ۱۲           | ۴                   | ۴                   |
| تگ زرد          | بخش مرکزی شهرستان قائنات   | نارگندل          | ۷۰             | ۴              | ۹            | ۱                   | ۱                   |
| تگ زرد          | بخش مرکزی شهرستان قائنات   | شیرمرغ           | ۴۲۰            | ۱۴             | ۸            | ۳                   | ۲                   |
| تگ سبز          | بخش مرکزی شهرستان قائنات   | چاده             | ۲۰۰            | ۱۱             | ۱۴           | ۲                   | ۱                   |
| تگ سبز پا’ین    | بخش مرکزی شهرستان قائنات   | روم              | ۳۰۰            | ۱۴             | ۸            | ۱                   | ۱                   |
| تگ سبزبالا      | بخش مرکزی شهرستان قائنات   | روم              | ۵۰۰            | ۲۷             | ۱۰           | ۲                   | ۲                   |
| تگ سنگاب        | بخش نیمبلوک شهرستان قائنات | کرغند            | ۶۰             | ۷              | ۸            | ۱                   | ۳                   |
| تگ سنگو         | بخش مرکزی شهرستان قائنات   | روم              | ۸۰۰            | ۳۵             | ۱۳           | ۳                   | ۲                   |
| تگ سیاه         | بخش مرکزی شهرستان قائنات   | گزنشک            | ۵۰۰            | ۱۲             | ۱۴           | ۱                   | ۲                   |
| تگ قاقو         | بخش نیمبلوک شهرستان قائنات | دره باز          | ۱۵۰            | ۷              | ۹            | ۰                   | ۰                   |
| تگ قودال        | بخش مرکزی شهرستان قائنات   | روم              | ۲۰۰            | ۱۳             | ۷            | ۱                   | ۱                   |
| تگ قیاسو        | بخش نیمبلوک شهرستان قائنات | کرغند            | ۱۵             | ۲              | ۵            | ۲                   | ۴                   |
| تگ موریگ بالا   | بخش مرکزی شهرستان قائنات   | روم              | ۸۰۰            | ۳۷             | ۱۲           | ۲                   | ۱                   |
| تگ موریگ سفلی   | بخش مرکزی شهرستان قائنات   | روم              | ۱۱۰۰           | ۴۹             | ۱۵           | ۳                   | ۳                   |
| تگ نیگی بالا    | بخش مرکزی شهرستان قائنات   | سراب             | ۲۰۰            | ۱۱             | ۱۷           | ۶                   | ۵                   |
| تگ نیگی پائین   | بخش مرکزی شهرستان قائنات   | سراب             | ۱۵۰            | ۸              | ۱۲           | ۰                   | ۲                   |
| تگ پستو         | بخش مرکزی شهرستان قائنات   | بن خونیک         | ۳۰             | ۲              | ۵            | ۲                   | ۲                   |
| تگ کسکی وسطی    | بخش مرکزی شهرستان قائنات   | روم              | ۲۱۰۰           | ۹۴             | ۴۴           | ۱۰                  | ۰                   |
| تگ کسکی پائین   | بخش مرکزی شهرستان قائنات   | روم              | ۲۰۰            | ۱۳             | ۹            | ۳                   | ۲                   |
| تگ کل گلستان    | بخش مرکزی شهرستان قائنات   | روم              | ۱۲۰۰           | ۶۷             | ۱۵           | ۲                   | ۲                   |
| تگ کلاته        | بخش نیمبلوک شهرستان قائنات | کرغند            | ۵۰             | ۴              | ۶            | ۰                   | ۲                   |
| تگ کلاته بالا   | بخش مرکزی شهرستان قائنات   | روم              | ۹۵۰            | ۳۹             | ۲۰           | ۴                   | ۳                   |
| تگ کلاته پائین  | بخش مرکزی شهرستان قائنات   | روم              | ۷۰۰            | ۳۱             | ۳۸           | ۴                   | ۴                   |
| تگ کوک          | بخش نیمبلوک شهرستان قائنات | کرغند            | ۱۳             | ۳              | ۳            | ۲                   | ۴                   |
| تگ گرکنج        | بخش مرکزی شهرستان قائنات   | کنارنک           | ۲۰۰            | ۱۰             | ۱۰           | ۵                   | ۵                   |
| تگ گز           | بخش نیمبلوک شهرستان قائنات | عباس‌آباد         | ۲۵۰            | ۱۴             | ۱۰           | ۶                   | ۴                   |
| تگ گله وعده     | بخش مرکزی شهرستان قائنات   | خشک              | ۸۰۰            | ۳۱             | ۱۱           | ۶                   | ۴                   |
| تگراه کلاتهبالا | بخش مرکزی شهرستان قائنات   | کلاته رحمانی     | ۱۵۰            | ۸              | ۱۱           | ۳                   | ۲                   |
| تیغاب           | بخش مرکزی شهرستان قائنات   | تیغاب            | ۲۵۰۰           | ۹۷             | ۳۵           | ۲۰                  | ۱۸                  |
| تیغدر           | بخش مرکزی شهرستان قائنات   | تیغدر            | ۱۰۰۰           | ۵۳             | ۲۲           | ۱۶                  | ۱۰                  |
| ثقوری           | بخش نیمبلوک شهرستان قائنات | ثقوری            | ۹۰۰            | ۳۳             | ۳۵           | ۱۶                  | ۲۰                  |
| جان میرزا       | بخش مرکزی شهرستان قائنات   | جان میرزا        | ۲۵۰            | ۱۰             | ۵            | ۲                   | ۲                   |
| جاهوک           | بخش نیمبلوک شهرستان قائنات | خضری             | ۲۰۰            | ۵              | ۱۸           | ۲                   | ۳                   |
| جاگستو          | بخش نیمبلوک شهرستان قائنات | بیناباج          | ۶۰۰            | ۱۷             | ۱۲           | ۱۲                  | ۱۸                  |
| جدان            | بخش مرکزی شهرستان قائنات   | حسین‌آباد         | ۳۰۰            | ۱۳             | ۱۵           | ۸                   | ۱۲                  |
| جزنو            | بخش مرکزی شهرستان قائنات   | گزنو             | ۱۵۰۰           | ۴۹             | ۰            | ۱۲                  | ۲۴                  |
| جعفرآباد        | بخش مرکزی شهرستان قائنات   | بن خونیک         | ۷۰۰            | ۳۱             | ۸            | ۴                   | ۷                   |
| جعفرآباد        | بخش مرکزی شهرستان قائنات   | جعفرآباد         | ۲۷۰            | ۱۴             | ۹            | ۱۵                  | ۱۲                  |
| جعه             | بخش نیمبلوک شهرستان قائنات | راز              | ۳۰۰            | ۱              | ۶            | ۹                   | ۴                   |
| جلگه            | بخش مرکزی شهرستان قائنات   | قیصار            | ۳۰۰            | ۶              | ۶            | ۲۵                  | ۳۵                  |
| جلگه زاوه       | بخش نیمبلوک شهرستان قائنات | نوغاب حاجی‌آباد   | ۸۰۰            | ۳۵             | ۱۲           | ۱۰                  | ۱۴                  |
| جنت‌آباد         | بخش مرکزی شهرستان قائنات   | حسین‌آباد         | ۳۰۰            | ۱۲             | ۱۰           | ۱۱                  | ۱۷                  |
| جنت‌آباد         | بخش مرکزی شهرستان قائنات   | جنت‌آباد          | ۲۵۰            | ۱۴             | ۱۰           | ۲                   | ۴                   |
| جوباریک         | بخش مرکزی شهرستان قائنات   | پهنایی           | ۴۵۰۰           | ۸۲             | ۴۵           | ۱۸                  | ۶۰                  |
| جوزان           | بخش مرکزی شهرستان قائنات   | نخرود            | ۱۰۰            | ۱۰             | ۱۰           | ۴                   | ۳                   |
| جوزان           | بخش نیمبلوک شهرستان قائنات | دره باز          | ۳۰۰            | ۱۹             | ۸            | ۰                   | ۰                   |
| جوزچه           | بخش نیمبلوک شهرستان قائنات | بیناباج          | ۳۰             | ۲              | ۱۰           | ۱                   | ۱                   |
| جینان           | بخش مرکزی شهرستان قائنات   | جینان            | ۷۰۰            | ۳۹             | ۳۰           | ۴                   | ۲                   |
| حاجی‌آباد        | بخش مرکزی شهرستان قائنات   | سده              | ۱۲۰            | ۵              | ۵            | ۱                   | ۱                   |
| حاجی‌آباد        | بخش نیمبلوک شهرستان قائنات | نوغاب حاجی‌آباد   | ۲۵۰            | ۱۲             | ۶            | ۰                   | ۰                   |
| حاجی‌آباد        | بخش مرکزی شهرستان قائنات   | سرکش             | ۲۰۰            | ۲۰             | ۸            | ۶                   | ۶                   |
| حجت‌آباد         | بخش نیمبلوک شهرستان قائنات | جان میرزا        | ۳۵۰            | ۱۸             | ۶            | ۰                   | ۰                   |
| حسن‌آباد         | بخش مرکزی شهرستان قائنات   | حسن‌آباد          | ۲۶۰۰           | ۵۲             | ۸            | ۱۸                  | ۱۶                  |
| حسین یحیی       | بخش نیمبلوک شهرستان قائنات | بیناباج          | ۴۰۰            | ۱۴             | ۱۱           | ۰                   | ۰                   |
| حسین‌آباد        | بخش مرکزی شهرستان قائنات   | حسین‌آباد         | ۴۷۰            | ۱۹             | ۱۲           | ۱۵                  | ۳۰                  |
| حسین‌آباد        | بخش مرکزی شهرستان قائنات   | نیگ              | ۳۵۰            | ۱۷             | ۳۰           | ۸                   | ۳                   |
| حسین‌آباد        | بخش نیمبلوک شهرستان قائنات | اچونی            | ۲۰۰            | ۷              | ۸            | ۱                   | ۱                   |
| حسین‌آباد        | بخش نیمبلوک شهرستان قائنات | نوغاب پسکوه      | ۳۰۰۰           | ۱۹۵            | ۳۰           | ۶                   | ۸                   |
| حسین‌آباد        | بخش نیمبلوک شهرستان قائنات | حسین‌آباد         | ۳۵۰            | ۱۴             | ۱۲           | ۵                   | ۸                   |
| حسین‌آباد        | بخش مرکزی شهرستان قائنات   | کلاته دلاکان     | ۱۲۰            | ۶              | ۱۰           | ۱                   | ۱                   |
| حسین‌آباد        | بخش مرکزی شهرستان قائنات   | کلاته رحمانی     | ۲۵۰            | ۱۰             | ۱۲           | ۱                   | ۱                   |
| حضرتی           | بخش مرکزی شهرستان قائنات   | حضرتی            | ۸۰۰            | ۲۲             | ۱۱           | ۰                   | ۱                   |
| حنبع            | بخش مرکزی شهرستان قائنات   | برج محمدان       | ۵۰             | ۲              | ۶            | ۱۰                  | ۲                   |
| حوض باغ         | بخش مرکزی شهرستان قائنات   | اویچ             | ۴۵۰            | ۲۱             | ۱۵           | ۸                   | ۱۳                  |
| حوضکی           | بخش مرکزی شهرستان قائنات   | باراز            | ۶۰۰            | ۱۸             | ۱۰           | ۱۶                  | ۷                   |
| حیدرآباد        | بخش مرکزی شهرستان قائنات   | خشک              | ۶۰۰            | ۲۸             | ۹            | ۷                   | ۶                   |
| حیدرآباد        | بخش مرکزی شهرستان قائنات   | سده              | ۵۵۰            | ۲۵             | ۱۲           | ۵                   | ۵                   |
| حیدرآباد        | بخش نیمبلوک شهرستان قائنات | کلاته سری        | ۵۰             | ۲              | ۴            | ۱                   | ۲                   |
| حیدرآباد سرکش   | بخش مرکزی شهرستان قائنات   | سرکش             | ۴۰۰            | ۲۰             | ۱۱           | ۰                   | ۵                   |
| حیدرمحمد        | بخش نیمبلوک شهرستان قائنات | شندان عرب        | ۱۳۰            | ۶              | ۱۵           | ۳                   | ۵                   |
| حیوانک          | بخش نیمبلوک شهرستان قائنات | بزن‌آباد          | ۵۸۰            | ۱۹             | ۱۷           | ۷                   | ۱۴                  |
| خاتون‌آباد       | بخش مرکزی شهرستان قائنات   | چشمه علی         | ۳۵۰            | ۱۶             | ۱۶           | ۲                   | ۲                   |
| خانکوک          | بخش نیمبلوک شهرستان قائنات | خانکوک           | ۵۰۰            | ۱۷             | ۱۲           | ۲۵                  | ۳۰                  |
| خدنگ            | بخش نیمبلوک شهرستان قائنات | نوغاب پسکوه      | ۵۰۰            | ۱۲             | ۸            | ۱۰                  | ۱۲                  |
| خردل            | بخش مرکزی شهرستان قائنات   | برج محمدان       | ۳۰۰            | ۱۷             | ۱۵           | ۷                   | ۵                   |
| خرم‌آباد         | بخش نیمبلوک شهرستان قائنات | خرم‌آباد          | ۱۳۵۰           | ۵۲             | ۰            | ۲                   | ۱                   |
| خرچنگی          | بخش نیمبلوک شهرستان قائنات | دشت بیاض         | ۵۰۰            | ۲۰             | ۱۰           | ۴                   | ۸                   |
| خشک             | بخش مرکزی شهرستان قائنات   | خشک              | ۱۲۰۰           | ۶۲             | ۱۲           | ۲۵                  | ۱۶                  |
| خشکان           | بخش نیمبلوک شهرستان قائنات | خشکان            | ۷۰۰            | ۲۵             | ۹۰           | ۲                   | ۳                   |
| خشکه            | بخش مرکزی شهرستان قائنات   | تیغاب            | ۵۵۰            | ۳۳             | ۳۰           | ۱۲                  | ۵                   |
| خند             | بخش مرکزی شهرستان قائنات   | بیهود            | ۱۰۰            | ۵              | ۵            | ۹                   | ۴                   |
| خنوک سفلی       | بخش مرکزی شهرستان قائنات   | پهنایی           | ۷۰۰            | ۱۲             | ۶            | ۳                   | ۳                   |
| خنوک علیا       | بخش مرکزی شهرستان قائنات   | پهنایی           | ۲۳۰            | ۱۰             | ۳            | ۲                   | ۲                   |
| خنکوک افین      | بخش مرکزی شهرستان قائنات   | پهنایی           | ۱۰۰۰           | ۷              | ۵            | ۱                   | ۲                   |
| خورشیدآباد      | بخش مرکزی شهرستان قائنات   | کلاته رحمانی     | ۱۰۰            | ۷              | ۱۱           | ۲                   | ۲                   |
| خوری            | بخش مرکزی شهرستان قائنات   | پهنایی           | ۲۰۰۰           | ۱۱             | ۵            | ۲                   | ۷                   |
| خونوکو          | بخش مرکزی شهرستان قائنات   | سفتوک            | ۸۰             | ۳              | ۶            | ۰                   | ۹                   |
| خونیک           | بخش مرکزی شهرستان قائنات   | گلگنج            | ۴۵۰            | ۱۱             | ۸            | ۴                   | ۶                   |
| خونیک پناه      | بخش مرکزی شهرستان قائنات   | باراز            | ۲۰۰            | ۱۰             | ۶            | ۹                   | ۸۵                  |
| خونیک پناه      | بخش مرکزی شهرستان قائنات   | باراز            | ۱۵۰            | ۱۰             | ۵            | ۱۴                  | ۱۷                  |
| خونیکک          | بخش مرکزی شهرستان قائنات   | ورزق             | ۴۰۰            | ۲۲             | ۱۲           | ۸                   | ۱۲                  |
| خوگ             | بخش نیمبلوک شهرستان قائنات | خوگ              | ۵۰۰            | ۲۱             | ۱۰           | ۱                   | ۲۰                  |
| خیرات           | بخش مرکزی شهرستان قائنات   | روم              | ۸۵۰            | ۳۴             | ۹            | ۱۲                  | ۱۳                  |
| خیرگو           | بخش نیمبلوک شهرستان قائنات | کارشک            | ۲۵۰            | ۷              | ۷            | ۲                   | ۱۰                  |
| دادنج           | بخش مرکزی شهرستان قائنات   | سده              | ۱۰۰            | ۴              | ۳            | ۲۲                  | ۲۶                  |
| دانه شور علیا   | بخش مرکزی شهرستان قائنات   | نارگندل          | ۵۰             | ۳              | ۸            | ۲                   | ۲                   |
| دانه شورسفلی    | بخش مرکزی شهرستان قائنات   | نارگندل          | ۱۰۰            | ۶              | ۱۲           | ۲                   | ۳                   |
| دردنگ بالا      | بخش نیمبلوک شهرستان قائنات | بیناباج          | ۴۵۰            | ۱۵             | ۱۲           | ۵                   | ۶                   |
| دردنگ سفلی      | بخش نیمبلوک شهرستان قائنات | بیناباج          | ۵۵۰            | ۱۷             | ۱۴           | ۱۶                  | ۲۲                  |
| درنی            | بخش مرکزی شهرستان قائنات   | روم              | ۳۵             | ۳              | ۴            | ۲                   | ۲                   |
| دره             | بخش مرکزی شهرستان قائنات   | کلاته سعید       | ۲۵۰            | ۱۲             | ۱۲           | ۵                   | ۱۵                  |
| دره زاغو        | بخش مرکزی شهرستان قائنات   | اسفدن            | ۲۵۰            | ۱۲             | ۱۳           | ۴                   | ۳                   |
| دره مالک        | بخش مرکزی شهرستان قائنات   | روشک             | ۷۵۰            | ۱۲             | ۹            | ۰                   | ۱۰                  |
| دره کلوت        | بخش مرکزی شهرستان قائنات   | نیگ              | ۳۰۰            | ۱۷             | ۱۵           | ۰                   | ۱                   |
| دشت             | بخش مرکزی شهرستان قائنات   | دشت              | ۶۰۰۰           | ۲۵۳            | ۹۵           | ۱۶                  | ۱۴                  |
| دشت بیاض        | بخش نیمبلوک شهرستان قائنات | دشت بیاض         | ۶۹۰۰           | ۷۵             | ۱۹۰          | ۴۵                  | ۵۸                  |
| دعوت            | بخش مرکزی شهرستان قائنات   | دعوت             | ۲۳۰            | ۱۶             | ۱۶           | ۸                   | ۰                   |
| ده بالا         | بخش مرکزی شهرستان قائنات   | کلاته بالا       | ۲۰۰۰           | ۳۰             | ۲۰           | ۱۳                  | ۲۵                  |
| ده بیناباج      | بخش نیمبلوک شهرستان قائنات | بیناباج          | ۲۰۰۰           | ۸۰             | ۲۵           | ۳                   | ۱۳                  |
| ده ملک          | بخش مرکزی شهرستان قائنات   | روم              | ۹۵۰            | ۳۹             | ۱۶           | ۵                   | ۷                   |
| ده پائین        | بخش مرکزی شهرستان قائنات   | کلاته بالا       | ۲۰۰۰           | ۳۰             | ۱۸           | ۱۱                  | ۳۲                  |
| دهانه باغ میر   | بخش نیمبلوک شهرستان قائنات | بسکاباد          | ۲۰۰۰           | ۸۶             | ۳۰           | ۸                   | ۱۵                  |
| دهشک            | بخش نیمبلوک شهرستان قائنات | دهشک             | ۲۰۰۰           | ۵۰             | ۳۵           | ۴۰                  | ۵۰                  |
| دهن چاه         | بخش مرکزی شهرستان قائنات   | امیرآباد         | ۴۸۰            | ۳۰             | ۱۸           | ۰                   | ۵                   |
| دودونک          | بخش نیمبلوک شهرستان قائنات | بسکاباد          | ۱۳۰۰           | ۵۲             | ۳۰           | ۳                   | ۴                   |
| دوست‌آباد        | بخش مرکزی شهرستان قائنات   | جنت‌آباد          | ۲۳۰            | ۱۲             | ۹            | ۱                   | ۱                   |
| دوغ‌آباد         | بخش مرکزی شهرستان قائنات   | حاجی‌آباد سرکش    | ۱۰۰            | ۱              | ۸            | ۴                   | ۴                   |
| دوغ‌آباد         | بخش نیمبلوک شهرستان قائنات | کرغند            | ۲۵۰            | ۹              | ۱۰           | ۱                   | ۲                   |
| دوکوهه          | بخش مرکزی شهرستان قائنات   | رزدنبل           | ۴۰۰            | ۱۵             | ۱۴           | ۷                   | ۵                   |
| ذومیچ           | بخش مرکزی شهرستان قائنات   | بیهود            | ۰              | ۰              | ۰            | ۸                   | ۶                   |
| ذیقند           | بخش نیمبلوک شهرستان قائنات | کلی              | ۶۰۰            | ۲۲             | ۱۲           | ۸                   | ۲                   |
| رنگالی          | بخش نیمبلوک شهرستان قائنات | کلی              | ۲۵۰            | ۱۱             | ۷            | ۰                   | ۲                   |
| رود             | بخش مرکزی شهرستان قائنات   | حسین‌آباد         | ۳۲۰            | ۰              | ۰            | ۱۶                  | ۰                   |
| رودخان          | بخش مرکزی شهرستان قائنات   | تگابند           | ۲۰۰            | ۸              | ۴            | ۵                   | ۲۲                  |
| روغنوک          | بخش مرکزی شهرستان قائنات   | کره              | ۴۰۰            | ۲۵             | ۱۵           | ۶                   | ۲۰                  |
| روغنی           | بخش مرکزی شهرستان قائنات   | فلک              | ۶۰۰            | ۲۲             | ۸            | ۵                   | ۱۶                  |
| روم             | بخش مرکزی شهرستان قائنات   | روم              | ۲۲۰۰           | ۸۷             | ۱۷           | ۲۵                  | ۲۵                  |
| رومشتک          | بخش مرکزی شهرستان قائنات   | رومشتک           | ۲۳۰            | ۱۳             | ۱۰           | ۱۴                  | ۱۱                  |
| ری              | بخش مرکزی شهرستان قائنات   | روم              | ۷۵۰            | ۳۷             | ۹            | ۱۸                  | ۱۷                  |
| ریزآب           | بخش نیمبلوک شهرستان قائنات | کارشک            | ۴۰             | ۳              | ۴            | ۱                   | ۲                   |
| زاغو            | بخش مرکزی شهرستان قائنات   | چلونک            | ۳۰             | ۳              | ۲            | ۲                   | ۱                   |
| زال             | بخش مرکزی شهرستان قائنات   | نیگ              | ۳۰۰            | ۱۹             | ۱۸           | ۵                   | ۳                   |
| زردان           | بخش مرکزی شهرستان قائنات   | زردان            | ۱۶۰۰           | ۶۴             | ۲۰           | ۱۲                  | ۱۵                  |
| زرده            | بخش مرکزی شهرستان قائنات   | زول              | ۴۵۰            | ۱۶             | ۱۹           | ۹                   | ۱۵                  |
| زردیک           | بخش مرکزی شهرستان قائنات   | نیگ              | ۳۰۰            | ۱۶             | ۱۷           | ۴                   | ۲                   |
| زرین در         | بخش نیمبلوک شهرستان قائنات | کارشک            | ۳۰۰            | ۱۲             | ۲۰           | ۱                   | ۲                   |
| زمانی           | بخش مرکزی شهرستان قائنات   | زمانی            | ۲۵۰            | ۱۲             | ۱۲           | ۳                   | ۳                   |
| زنگ آلو         | بخش نیمبلوک شهرستان قائنات | کلاته سری        | ۱۰۰            | ۴              | ۱۵           | ۲                   | ۳                   |
| زنگالی          | بخش مرکزی شهرستان قائنات   | تیغاب            | ۵۰۰            | ۳۱             | ۳۰           | ۵                   | ۳                   |
| زنگیچ           | بخش مرکزی شهرستان قائنات   | خشک              | ۵۰۰            | ۲۲             | ۷            | ۵                   | ۴                   |
| زول سفلی        | بخش مرکزی شهرستان قائنات   | زول              | ۲۰۰۰           | ۱۲۰            | ۳۵           | ۱۲                  | ۱۵                  |
| زیاد            | بخش مرکزی شهرستان قائنات   | زمانی            | ۵۵۰            | ۲۳             | ۱۵           | ۴                   | ۳                   |
| زیرنج           | بخش مرکزی شهرستان قائنات   | باراز            | ۶۵۰            | ۱۵             | ۷            | ۰                   | ۰                   |
| زین العابدین    | بخش مرکزی شهرستان قائنات   | پهنایی           | ۱۵۰۰           | ۱۵             | ۷            | ۰                   | ۰                   |
| زین‌آباد         | بخش مرکزی شهرستان قائنات   | زمانی            | ۶۰۰            | ۲۴             | ۱۲           | ۲                   | ۲                   |
| زین‌آباد         | بخش مرکزی شهرستان قائنات   | نخرود            | ۵۰۰            | ۲۳             | ۱۵           | ۴                   | ۳                   |
| زین‌آباد         | بخش مرکزی شهرستان قائنات   | گلگنج            | ۴۰۰            | ۱۲             | ۱۰           | ۰                   | ۰                   |
| سادات           | بخش نیمبلوک شهرستان قائنات | کرغند            | ۸۰۰            | ۲۳             | ۴            | ۱۲                  | ۱۵                  |
| سارجین          | بخش مرکزی شهرستان قائنات   | سارجین           | ۷۰۰            | ۰              | ۷            | ۹                   | ۶                   |
| سراب            | بخش مرکزی شهرستان قائنات   | سراب             | ۵۰۰            | ۲۹             | ۱۸           | ۸                   | ۴                   |
| سراب پائین      | بخش مرکزی شهرستان قائنات   | کلاته رحمانی     | ۳۰۰            | ۱۷             | ۱۵           | ۳                   | ۵                   |
| سرخگان علیا     | بخش مرکزی شهرستان قائنات   | پایهان           | ۳۰۰            | ۱۲             | ۱۲           | ۵                   | ۳                   |
| سرخیج           | بخش مرکزی شهرستان قائنات   | بادامک           | ۲۵۰            | ۱۷             | ۸            | ۲۵                  | ۱                   |
| سرخیج           | بخش مرکزی شهرستان قائنات   | کلاته رحمانی     | ۶۰۰            | ۲۰             | ۱۴           | ۵                   | ۷                   |
| سرده            | بخش نیمبلوک شهرستان قائنات | بزن‌آباد          | ۳۲۰            | ۱۱             | ۱۰           | ۱۸                  | ۶۰                  |
| سرساران         | بخش مرکزی شهرستان قائنات   | سرساران          | ۱۷۰            | ۰              | ۰            | ۵                   | ۸                   |
| سرفریز          | بخش نیمبلوک شهرستان قائنات | کلاته سری        | ۰              | ۰              | ۴            | ۱۶                  | ۲۵                  |
| سرهوز           | بخش نیمبلوک شهرستان قائنات | خوگ              | ۲۰۰            | ۲۰             | ۱۳           | ۲                   | ۳                   |
| سرکش            | بخش مرکزی شهرستان قائنات   | سرکش             | ۱۱۰۰           | ۳۰             | ۱۲           | ۵                   | ۵                   |
| سرگدار علیا     | بخش نیمبلوک شهرستان قائنات | بیناباج          | ۲۰۰            | ۸              | ۱۲           | ۲                   | ۲                   |
| سرگدارسفلی      | بخش نیمبلوک شهرستان قائنات | بیناباج          | ۱۵۰            | ۶              | ۱۲           | ۱                   | ۱                   |
| سفتوک بالا      | بخش مرکزی شهرستان قائنات   | سفتوک            | ۵۰             | ۲              | ۵            | ۵                   | ۱۱                  |
| سفره زنوگ       | بخش مرکزی شهرستان قائنات   | پهنایی           | ۱۰۰۰           | ۱۰             | ۴            | ۱                   | ۳                   |
| سفلی            | بخش نیمبلوک شهرستان قائنات | بسکاباد          | ۱۱۰۰           | ۶۲             | ۳۰           | ۳۰                  | ۱۵۰                 |
| سفید دالان      | بخش مرکزی شهرستان قائنات   | تگابند           | ۳۵             | ۲              | ۴            | ۵                   | ۵                   |
| سفیدکاسیج       | بخش نیمبلوک شهرستان قائنات | دره باز          | ۵۰             | ۳              | ۳            | ۲                   | ۳                   |
| سمزاب           | بخش مرکزی شهرستان قائنات   | بادامک           | ۴۰۰            | ۱۹             | ۵            | ۷                   | ۲                   |
| سنجتک           | بخش نیمبلوک شهرستان قائنات | اچونی            | ۳۱۰            | ۰              | ۶            | ۷                   | ۱۰                  |
| سنجتک           | بخش مرکزی شهرستان قائنات   | باراز            | ۱۵۰            | ۱۲             | ۶            | ۴                   | ۵                   |
| سنجتک           | بخش مرکزی شهرستان قائنات   | باراز            | ۱۰۰            | ۵              | ۶            | ۷                   | ۷                   |
| سنجتک           | بخش مرکزی شهرستان قائنات   | برج محمدان       | ۴۰             | ۳              | ۵            | ۵                   | ۲                   |
| سنجدک           | بخش نیمبلوک شهرستان قائنات | مزدآباد          | ۵۰             | ۲              | ۳            | ۱                   | ۲                   |
| سنگ سوراخ       | بخش مرکزی شهرستان قائنات   | تیغاب            | ۱۰۰۰           | ۵۱             | ۲۵           | ۸                   | ۱                   |
| سنگورباه        | بخش مرکزی شهرستان قائنات   | پهنایی           | ۱۵۰۰           | ۸              | ۴            | ۱                   | ۲                   |
| سوران           | بخش نیمبلوک شهرستان قائنات | مزدآباد          | ۵۰             | ۳              | ۸            | ۲                   | ۲                   |
| سکان‌آباد        | بخش نیمبلوک شهرستان قائنات | کارشک            | ۳۰۰            | ۱۳             | ۱۵           | ۴                   | ۳۰                  |
| سیاه بر         | بخش نیمبلوک شهرستان قائنات | مزدآباد          | ۵۰             | ۳              | ۶            | ۲                   | ۲                   |
| سیاه کوه        | بخش نیمبلوک شهرستان قائنات | بیناباج          | ۱۱۰۰           | ۳۹             | ۴۰           | ۴۵                  | ۱۵۰                 |
| سیبی            | بخش نیمبلوک شهرستان قائنات | شندان عرب        | ۱۰۰            | ۹              | ۸            | ۲                   | ۱۰                  |
| سیجود           | بخش مرکزی شهرستان قائنات   | نیگ              | ۵۰۰            | ۳۲             | ۱۹           | ۷                   | ۶                   |
| سیدآباد         | بخش نیمبلوک شهرستان قائنات | نوغاب حاجی‌آباد   | ۸۰۰            | ۳۲             | ۱۸           | ۱۸                  | ۲۰                  |
| سیدآباد علیا    | بخش مرکزی شهرستان قائنات   | گزنو             | ۴۰۰            | ۱۸             | ۱۲           | ۰                   | ۰                   |
| سیدلاخ          | بخش نیمبلوک شهرستان قائنات | شیرمغز           | ۱۲۰۰           | ۶۱             | ۲۰           | ۴                   | ۶                   |
| سیریگاه         | بخش مرکزی شهرستان قائنات   | رزدنبل           | ۱۵۰            | ۷              | ۱۲           | ۲                   | ۲                   |
| سیستان          | بخش نیمبلوک شهرستان قائنات | کرغند            | ۱۲             | ۳              | ۴            | ۲                   | ۲                   |
| سیستانک         | بخش مرکزی شهرستان قائنات   | سیستانک          | ۹۵۰            | ۲۳             | ۱۵           | ۷                   | ۴                   |
| سیه رود         | بخش مرکزی شهرستان قائنات   | قیصار            | ۵۰۰            | ۲۹             | ۴            | ۲                   | ۱۰                  |
| شاج             | بخش مرکزی شهرستان قائنات   | شاج              | ۷۰۰            | ۰              | ۲۰           | ۹                   | ۲۰                  |
| شاه راه         | بخش مرکزی شهرستان قائنات   | خونیک پای گدار   | ۱۲۰            | ۴              | ۶            | ۱                   | ۱                   |
| شاه ولی سفلی    | بخش مرکزی شهرستان قائنات   | دشت              | ۴۰۰            | ۲۱             | ۹            | ۱                   | ۱                   |
| شاه ولی علیا    | بخش مرکزی شهرستان قائنات   | دشت              | ۲۰۰            | ۱۰             | ۸            | ۳                   | ۲                   |
| شاهراه          | بخش نیمبلوک شهرستان قائنات | نوغاب پسکوه      | ۱۵۰            | ۷              | ۶            | ۲                   | ۳                   |
| شاهیک           | بخش مرکزی شهرستان قائنات   | باراز            | ۱۰۰            | ۴              | ۴            | ۵                   | ۵                   |
| شایک            | بخش مرکزی شهرستان قائنات   | باراز            | ۵۰             | ۵              | ۵            | ۵                   | ۴                   |
| شبه             | بخش مرکزی شهرستان قائنات   | پهنایی           | ۲۵۰۰           | ۱۷             | ۸            | ۹                   | ۲۰                  |
| شریف‌آباد        | بخش مرکزی شهرستان قائنات   | بیهود            | ۱۵۰            | ۰              | ۶            | ۵                   | ۴                   |
| شریف‌آباد        | بخش مرکزی شهرستان قائنات   | سراب             | ۳۰۰            | ۱۹             | ۲۰           | ۸                   | ۳                   |
| شفی‌آباد         | بخش مرکزی شهرستان قائنات   | مهرک لاغره       | ۴۰۰            | ۱۶             | ۱۰           | ۵                   | ۱۰                  |
| شمس النگ        | بخش مرکزی شهرستان قائنات   | کلاته دلاکان     | ۶۰             | ۴              | ۷            | ۳                   | ۳                   |
| شمس النگ        | بخش مرکزی شهرستان قائنات   | کلاته دلاکان     | ۶۰             | ۳              | ۷            | ۳                   | ۳                   |
| شمس‌آباد         | بخش مرکزی شهرستان قائنات   | خشک              | ۳۰۰            | ۱۳             | ۶            | ۵                   | ۳                   |
| شند             | بخش مرکزی شهرستان قائنات   | شند              | ۲۵۰            | ۱۲             | ۷            | ۷                   | ۲۰                  |
| شندان عرب       | بخش نیمبلوک شهرستان قائنات | شندان عرب        | ۹۵             | ۸              | ۵            | ۲                   | ۲۰                  |
| شهوار           | بخش مرکزی شهرستان قائنات   | مصطفی رحمانی     | ۲۰۰            | ۸              | ۱۲           | ۱                   | ۳                   |
| شو              | بخش نیمبلوک شهرستان قائنات | بیناباج          | ۲۵۰            | ۱۰             | ۲۰           | ۲                   | ۳                   |
| شورآباد         | بخش مرکزی شهرستان قائنات   | شاچ              | ۱۸۰            | ۹              | ۴            | ۵                   | ۶                   |
| شورآباد         | بخش مرکزی شهرستان قائنات   | عباس‌آباد         | ۶۰۰            | ۲۴             | ۱۲           | ۴                   | ۴                   |
| شورابک          | بخش نیمبلوک شهرستان قائنات | فضل‌آباد          | ۱۰۰۰           | ۱۵             | ۱۰           | ۱                   | ۱                   |
| شورایک          | بخش مرکزی شهرستان قائنات   | بیهود            | ۲۰۰            | ۱۰             | ۴            | ۵                   | ۴                   |
| شونگان          | بخش مرکزی شهرستان قائنات   | شونگان           | ۴۰۰            | ۲۸             | ۱۱           | ۸                   | ۴                   |
| شیخ احمد        | بخش نیمبلوک شهرستان قائنات | بزن‌آباد          | ۴۳۰            | ۲۲             | ۱۲           | ۹                   | ۲۷                  |
| شیران           | بخش نیمبلوک شهرستان قائنات | کرغند            | ۱۰۰            | ۸              | ۱۰           | ۱                   | ۳                   |
| شیراه           | بخش نیمبلوک شهرستان قائنات | ثقوری            | ۸۵۰            | ۳۴             | ۲۷           | ۹                   | ۱۳                  |
| شیرخندبالا      | بخش مرکزی شهرستان قائنات   | شیرخند           | ۵۰۰            | ۱۷             | ۱۷           | ۹                   | ۶                   |
| شیرخندپا’ین     | بخش مرکزی شهرستان قائنات   | شیرخند           | ۲۳۰            | ۹              | ۱۰           | ۳                   | ۱                   |
| شیرمرغ          | بخش مرکزی شهرستان قائنات   | برج محمدان       | ۴۰۰            | ۱۶             | ۱۲           | ۴                   | ۴                   |
| شیرمغز          | بخش نیمبلوک شهرستان قائنات | شیرمغز           | ۱۰۰۰           | ۳۶             | ۱۵           | ۳                   | ۶                   |
| شیکک            | بخش مرکزی شهرستان قائنات   | ورزق             | ۵۰۰            | ۱۵             | ۱۴           | ۱                   | ۲                   |
| صالح            | بخش مرکزی شهرستان قائنات   | برکوک            | ۲۵۰            | ۹              | ۱۱           | ۱                   | ۱                   |
| ضیا’            | بخش نیمبلوک شهرستان قائنات | کلی              | ۷۵۰            | ۲۶             | ۹            | ۱۸                  | ۲۲                  |
| طوطی            | بخش مرکزی شهرستان قائنات   | تیغاب            | ۱۰۰۰           | ۴۷             | ۳۰           | ۱۴                  | ۲                   |
| عباس‌آباد        | بخش نیمبلوک شهرستان قائنات | بسکاباد          | ۱۰۰۰           | ۴۱             | ۱۰           | ۱                   | ۴                   |
| عباس‌آباد        | بخش نیمبلوک شهرستان قائنات | بسکاباد          | ۲۰۰            | ۸              | ۸            | ۱                   | ۲                   |
| عباس‌آباد        | بخش مرکزی شهرستان قائنات   | تجرگ             | ۱۵۰            | ۵              | ۵            | ۰                   | ۰                   |
| عباس‌آباد        | بخش مرکزی شهرستان قائنات   | عباس‌آباد         | ۱۲۰۰           | ۴۸             | ۲۷           | ۷                   | ۲۱                  |
| عباس‌آباد        | بخش مرکزی شهرستان قائنات   | چشمه علی         | ۵۰۰            | ۲۹             | ۱۵           | ۰                   | ۱                   |
| عباس‌آباد        | بخش مرکزی شهرستان قائنات   | نیگ              | ۳۰۰            | ۱۷             | ۲۰           | ۳                   | ۲                   |
| عباس‌آباد        | بخش مرکزی شهرستان قائنات   | عباس‌آباد         | ۱۳۰۰           | ۵۱             | ۱۸           | ۱۰                  | ۱۴                  |
| عباس‌آباد        | بخش مرکزی شهرستان قائنات   | افریز            | ۶۰۰            | ۳۴             | ۸            | ۲                   | ۱                   |
| عباس‌آباد        | بخش مرکزی شهرستان قائنات   | نهج              | ۷۵۰            | ۳۷             | ۹            | ۴                   | ۶                   |
| عباس‌آباد        | بخش مرکزی شهرستان قائنات   | کلاته قائنی      | ۱۷۰            | ۱۰             | ۸            | ۳                   | ۳                   |
| عبدابیک         | بخش نیمبلوک شهرستان قائنات | نبرگ             | ۱۵۰            | ۸              | ۱۳           | ۲                   | ۳                   |
| عبدالوهاب       | بخش نیمبلوک شهرستان قائنات | کرغند            | ۱۲             | ۲              | ۴            | ۲                   | ۲                   |
| عبدل‌آباد        | بخش مرکزی شهرستان قائنات   | نیگ              | ۴۰۰            | ۲۲             | ۱۸           | ۰                   | ۰                   |
| عرب‌آباد         | بخش مرکزی شهرستان قائنات   | روم              | ۱۲۰۰           | ۵۱             | ۱۴           | ۲                   | ۲                   |
| عشق‌آباد         | بخش مرکزی شهرستان قائنات   | شاج              | ۲۰۰            | ۰              | ۷            | ۳                   | ۵                   |
| عشق‌آباد بالا    | بخش مرکزی شهرستان قائنات   | روم              | ۶۰۰            | ۴۳             | ۸            | ۲                   | ۳                   |
| عشق‌آباد پائین   | بخش مرکزی شهرستان قائنات   | روم              | ۲۰۰            | ۱۱             | ۵            | ۱                   | ۲                   |
| عقیک            | بخش مرکزی شهرستان قائنات   | خشک              | ۲۰۰            | ۹              | ۵            | ۴                   | ۲                   |
| علی اکبر        | بخش نیمبلوک شهرستان قائنات | کرغند            | ۲۰۰            | ۸              | ۶            | ۶                   | ۲۰                  |
| علی باقربالا    | بخش مرکزی شهرستان قائنات   | نیمروز           | ۱۰۰            | ۶              | ۷            | ۳                   | ۳                   |
| علی باقرپائین   | بخش مرکزی شهرستان قائنات   | نیمروز           | ۴۷۰            | ۱۹             | ۱۵           | ۳                   | ۷                   |
| علی رحمانی      | بخش مرکزی شهرستان قائنات   | کلاته علی رحمانی | ۷۰             | ۴              | ۱۲           | ۵                   | ۲                   |
| علی زنگی        | بخش نیمبلوک شهرستان قائنات | علی زنگی         | ۷۰             | ۳              | ۱۵           | ۷                   | ۱۵                  |
| علی عبدا        | بخش مرکزی شهرستان قائنات   | کورشک            | ۲۵۰            | ۱۲             | ۱۰           | ۲                   | ۲                   |
| علی پلنگ        | بخش نیمبلوک شهرستان قائنات | بسکاباد          | ۹۰             | ۳              | ۲            | ۲                   | ۴                   |
| علی چراغ        | بخش مرکزی شهرستان قائنات   | گزنشک            | ۵۵۰            | ۱۴             | ۲۱           | ۳                   | ۹                   |
| علیا            | بخش نیمبلوک شهرستان قائنات | بسکاباد          | ۳۳۵۰           | ۹۶             | ۲۵           | ۴۰                  | ۱۰۰                 |
| علیشاه          | بخش مرکزی شهرستان قائنات   | بزبیشه           | ۲۵۰            | ۱۵             | ۰            | ۹                   | ۱۲                  |
| علی‌آباد         | بخش مرکزی شهرستان قائنات   | خسروی            | ۲۰۰            | ۱۱             | ۱۰           | ۵                   | ۹                   |
| علی‌آباد         | بخش نیمبلوک شهرستان قائنات | خضری             | ۳۰۰۰           | ۱۷۹            | ۳۲           | ۵                   | ۸                   |
| علی‌آباد         | بخش مرکزی شهرستان قائنات   | چشمه علی         | ۲۵۰            | ۱۱             | ۱۵           | ۰                   | ۱                   |
| علی‌آباد         | بخش مرکزی شهرستان قائنات   | علی‌آباد موسویه   | ۲۴۰۰           | ۱۱۴            | ۲۰           | ۱۸                  | ۱۸                  |
| علی‌آباد         | بخش نیمبلوک شهرستان قائنات | جان میرزا        | ۱۵۰            | ۸              | ۴            | ۰                   | ۰                   |
| علی‌آباد         | بخش مرکزی شهرستان قائنات   | زمانی            | ۲۵۰            | ۱۲             | ۱۱           | ۲                   | ۲                   |
| علی‌آباد         | بخش مرکزی شهرستان قائنات   | سده              | ۲۰۰۰           | ۴۰             | ۱۵           | ۵                   | ۵                   |
| غارکامیچ        | بخش مرکزی شهرستان قائنات   | رزدنبل           | ۴۱۰            | ۱۶             | ۱۲           | ۲۲                  | ۳۲                  |
| غال مرغ         | بخش مرکزی شهرستان قائنات   | پهنایی           | ۱۰۰۰           | ۱۰             | ۵            | ۱                   | ۳                   |
| غریبان          | بخش مرکزی شهرستان قائنات   | گزنشک            | ۳۰۰            | ۱۸             | ۱۵           | ۳                   | ۵                   |
| غفاری           | بخش مرکزی شهرستان قائنات   | حسین‌آباد         | ۱۰۰            | ۴              | ۶            | ۶                   | ۹                   |
| غفرآباد         | بخش مرکزی شهرستان قائنات   | زمانی            | ۳۵۰            | ۱۷             | ۱۶           | ۱                   | ۱                   |
| غفرآباد         | بخش مرکزی شهرستان قائنات   | زمانی            | ۵۰۰            | ۲۲             | ۱۹           | ۴                   | ۳                   |
| غلامحسین        | بخش نیمبلوک شهرستان قائنات | بیناباج          | ۲۵             | ۲              | ۱۰           | ۱                   | ۱                   |
| فدیک            | بخش مرکزی شهرستان قائنات   | سارجین           | ۷۵             | ۵              | ۳            | ۶                   | ۲                   |
| فضل‌آباد         | بخش نیمبلوک شهرستان قائنات | فضل‌آباد          | ۱۱۰۰           | ۳۰             | ۲۶           | ۲۰                  | ۲۰                  |
| فضل‌آباد         | بخش مرکزی شهرستان قائنات   | فلک              | ۲۰۰            | ۱۲             | ۶            | ۴                   | ۹                   |
| فیروز بالا      | بخش مرکزی شهرستان قائنات   | زمانی            | ۳۰۰            | ۱۶             | ۱۶           | ۱                   | ۱                   |
| فیروز پا’ین     | بخش مرکزی شهرستان قائنات   | زمانی            | ۲۸۰            | ۱۳             | ۱۴           | ۱                   | ۱۲                  |
| فیروزآباد       | بخش نیمبلوک شهرستان قائنات | بزن‌آباد          | ۷۲۰            | ۲۱             | ۱۶           | ۸                   | ۲۲                  |
| فیض‌آباد         | بخش مرکزی شهرستان قائنات   | چشمه علی         | ۳۵۰            | ۱۷             | ۱۶           | ۶                   | ۲                   |
| فیض‌آباد         | بخش نیمبلوک شهرستان قائنات | فیض‌آباد          | ۱۷۰۰           | ۵۱             | ۹۶           | ۲۷                  | ۳۵                  |
| قارن            | بخش مرکزی شهرستان قائنات   | قومنجان          | ۸۰۰۰           | ۳۴۵            | ۹۰           | ۱۶                  | ۲۰                  |
| قاسم‌آباد        | بخش مرکزی شهرستان قائنات   | کلاته بالا       | ۲۰۰۰           | ۴۰             | ۲۰           | ۸                   | ۵۰                  |
| قاسم‌آباد        | بخش نیمبلوک شهرستان قائنات | کارشک            | ۱۵۰            | ۸              | ۱۰           | ۲                   | ۱                   |
| قجر             | بخش مرکزی شهرستان قائنات   | جنت‌آباد          | ۱۲۰            | ۹              | ۳            | ۱                   | ۴                   |
| قدیم کارشک      | بخش نیمبلوک شهرستان قائنات | کارشک            | ۹۰۰            | ۲۹             | ۱۸           | ۵                   | ۵۰                  |
| قلعه دختر       | بخش مرکزی شهرستان قائنات   | اسفدن            | ۳۳۰            | ۲۲             | ۱۳           | ۹                   | ۵                   |
| قلعه کهنه       | بخش مرکزی شهرستان قائنات   | تجن              | ۲۵۰            | ۱۰             | ۱۲           | ۸                   | ۱۶                  |
| قلی             | بخش نیمبلوک شهرستان قائنات | کلی              | ۴۰۰            | ۱۴             | ۸            | ۵                   | ۵                   |
| قنات اصلی       | بخش مرکزی شهرستان قائنات   | علی‌آباد          | ۸۵۰            | ۴۵             | ۲۵           | ۱۴                  | ۲۸                  |
| قنات بالا       | بخش نیمبلوک شهرستان قائنات | مزدآباد          | ۱۰۵۰           | ۲۵             | ۱۷           | ۲۲                  | ۳۰                  |
| قنات حاجی       | بخش نیمبلوک شهرستان قائنات | نوغاب            | ۵۰۰            | ۱۷             | ۲۰           | ۳                   | ۱۵                  |
| قنات میان ده    | بخش مرکزی شهرستان قائنات   | کورشک            | ۲۵۰            | ۱۱             | ۶            | ۱                   | ۱                   |
| قنات پائین      | بخش نیمبلوک شهرستان قائنات | مزدآباد          | ۱۱۰۰           | ۳۷             | ۱۰           | ۹                   | ۱۶                  |
| قنات پائین      | بخش مرکزی شهرستان قائنات   | سفتوک            | ۱۰۰            | ۳              | ۵            | ۰                   | ۱۵                  |
| قوش             | بخش مرکزی شهرستان قائنات   | عباس‌آباد         | ۱۰۰            | ۵              | ۶            | ۳                   | ۶                   |
| قومنجان         | بخش مرکزی شهرستان قائنات   | قومنجان          | ۵۰۰۰           | ۲۱۷            | ۵۰           | ۱۸                  | ۲۰                  |
| لاخ سنگ         | بخش نیمبلوک شهرستان قائنات | دهشک             | ۱۰۰۰           | ۴۵             | ۲۰           | ۵                   | ۰                   |
| لاغره           | بخش مرکزی شهرستان قائنات   | مهرک لاغره       | ۴۵۰            | ۱۵             | ۹            | ۶                   | ۴                   |
| لاچی            | بخش نیمبلوک شهرستان قائنات | دشت بیاض         | ۳۰۰            | ۴              | ۱۰           | ۲                   | ۳                   |
| لاچین           | بخش مرکزی شهرستان قائنات   | پهنایی           | ۱۱۰۰           | ۱۰             | ۸            | ۲                   | ۲                   |
| لوران           | بخش نیمبلوک شهرستان قائنات | نوغاب پسکوه      | ۲۵۰۰           | ۴۵             | ۱۴           | ۶                   | ۱۳                  |
| مالک‌آباد        | بخش مرکزی شهرستان قائنات   | حاجی‌آباد سرکش    | ۲۰۰            | ۲۰             | ۸            | ۰                   | ۱                   |
| محمدآباد        | بخش مرکزی شهرستان قائنات   | برکوک            | ۲۰۰            | ۱۵             | ۸            | ۵                   | ۲                   |
| محمدآباد        | بخش مرکزی شهرستان قائنات   | کلاته قائنی      | ۲۶۰            | ۲۰             | ۱۲           | ۹                   | ۲                   |
| محمدآباد        | بخش مرکزی شهرستان قائنات   | مهرک لاغره       | ۱۰۰            | ۵              | ۶            | ۳                   | ۲                   |
| محمدآباد        | بخش مرکزی شهرستان قائنات   | نهج              | ۱۰۰۰           | ۶۵             | ۸            | ۶                   | ۷                   |
| محمدآباد        | بخش مرکزی شهرستان قائنات   | زردان            | ۵۰۰            | ۲۰             | ۱۰           | ۳                   | ۴                   |
| محمدآباد شوراب  | بخش نیمبلوک شهرستان قائنات | محمدآباد شوراب   | ۳۰۰            | ۵              | ۸            | ۲                   | ۳                   |
| محمودآباد       | بخش مرکزی شهرستان قائنات   | برج محمدان       | ۳۵۰            | ۱۵             | ۱۰           | ۱۲                  | ۶                   |
| مرتضی‌آباد       | بخش مرکزی شهرستان قائنات   | کلاته رحمانی     | ۲۵۰            | ۸              | ۱۲           | ۲                   | ۱                   |
| مرده ها         | بخش مرکزی شهرستان قائنات   | تیغاب            | ۶۰۰            | ۲۸             | ۳۰           | ۳                   | ۲                   |
| مزار            | بخش مرکزی شهرستان قائنات   | کره              | ۴۰             | ۲              | ۶            | ۵                   | ۳                   |
| مزارنو          | بخش مرکزی شهرستان قائنات   | قومنجان          | ۱۰۰۰           | ۴۷             | ۸            | ۱                   | ۱                   |
| مزرعه سرنو      | بخش نیمبلوک شهرستان قائنات | فضل‌آباد          | ۱۵۰۰           | ۲۰             | ۲۰           | ۰                   | ۷                   |
| مزرعه علی قلی   | بخش مرکزی شهرستان قائنات   | گزنشک            | ۶۳۰            | ۲۰             | ۱۵           | ۶                   | ۱۱                  |
| مزک حاجی رضای   | بخش مرکزی شهرستان قائنات   | نیگ              | ۶۰۰            | ۲۵             | ۳۲           | ۵                   | ۳                   |
| مزک سلطانی      | بخش مرکزی شهرستان قائنات   | نیگ              | ۵۰۰            | ۲۹             | ۲۵           | ۴                   | ۲                   |
| مزک میرا        | بخش مرکزی شهرستان قائنات   | نیگ              | ۳۰۰            | ۱۶             | ۲۵           | ۵                   | ۳                   |
| مصطفی رحمانی    | بخش مرکزی شهرستان قائنات   | مصطفی رحمانی     | ۲۵۰            | ۱۱             | ۱۲           | ۱                   | ۲                   |
| ملک‌آباد         | بخش مرکزی شهرستان قائنات   | حسن‌آباد          | ۹۰۰            | ۳۵             | ۸            | ۸                   | ۸                   |
| منصوری          | بخش مرکزی شهرستان قائنات   | خورواج           | ۸۰۰            | ۲۴             | ۲۰           | ۱۳                  | ۳۰                  |
| منوری           | بخش مرکزی شهرستان قائنات   | منوری            | ۱۰۰۰           | ۲۴             | ۱۵           | ۶                   | ۶                   |
| منک             | بخش مرکزی شهرستان قائنات   | نخرود            | ۲۰۰            | ۹              | ۲۰           | ۱۰                  | ۵                   |
| مهدی‌آباد        | بخش مرکزی شهرستان قائنات   | شیرمرغ           | ۵۶۰            | ۳۰             | ۱۲           | ۷                   | ۲۵                  |
| مهدی‌آباد        | بخش نیمبلوک شهرستان قائنات | بسکاباد          | ۲۰۰            | ۸              | ۱۵           | ۳                   | ۷                   |
| مهرک علیا       | بخش مرکزی شهرستان قائنات   | مهرک لاغره       | ۴۵۰            | ۱۲             | ۷            | ۴                   | ۶                   |
| مهرک لاغره      | بخش مرکزی شهرستان قائنات   | مهرک لاغره       | ۴۰۰            | ۹              | ۶            | ۸                   | ۲۰                  |
| مورنج           | بخش مرکزی شهرستان قائنات   | خشک              | ۴۵۰            | ۱۸             | ۸            | ۸                   | ۴                   |
| موسویه          | بخش مرکزی شهرستان قائنات   | چشمه علی         | ۱۵۰            | ۸              | ۱۰           | ۱                   | ۱                   |
| موسویه          | بخش مرکزی شهرستان قائنات   | موسویه           | ۴۰۰۰           | ۲۰۸            | ۳۲           | ۲۸                  | ۳۵                  |
| موسی‌آباد        | بخش مرکزی شهرستان قائنات   | ورزق             | ۱۲۰۰           | ۴۰             | ۲۵           | ۲                   | ۶                   |
| موسی‌آباد        | بخش مرکزی شهرستان قائنات   | پهنایی           | ۱۵۰۰           | ۱۲             | ۷            | ۴                   | ۱۰                  |
| مکوت وخ         | بخش مرکزی شهرستان قائنات   | روم              | ۸۰             | ۸              | ۶            | ۱                   | ۱                   |
| می من           | بخش مرکزی شهرستان قائنات   | اویچ             | ۶۰۰            | ۳۷             | ۱۷           | ۵                   | ۶                   |
| میاپتین         | بخش نیمبلوک شهرستان قائنات | بیناباج          | ۴۰۰            | ۱۶             | ۳۰           | ۳                   | ۵                   |
| میربازدید       | بخش مرکزی شهرستان قائنات   | خونیک تجن        | ۵۰۰            | ۱۸             | ۱۵           | ۷                   | ۱۵                  |
| میسیک           | بخش مرکزی شهرستان قائنات   | خشک              | ۲۵۰            | ۹              | ۹            | ۲                   | ۱                   |
| مینات           | بخش مرکزی شهرستان قائنات   | برکوک            | ۳۰۰            | ۱۱             | ۱۱           | ۲                   | ۱                   |
| نات             | بخش مرکزی شهرستان قائنات   | برکوک            | ۶۰             | ۳              | ۳            | ۲                   | ۱                   |
| نارگندل         | بخش مرکزی شهرستان قائنات   | نارگندل          | ۲۵۰            | ۱۲             | ۲۲           | ۴                   | ۳                   |
| ناوک            | بخش نیمبلوک شهرستان قائنات | دشت بیاض         | ۸۰۰            | ۳۳             | ۲۰           | ۵                   | ۸                   |
| نخرود           | بخش مرکزی شهرستان قائنات   | نخرود            | ۱۵۰۰           | ۵۷             | ۱۸           | ۵                   | ۳                   |
| نخودی           | بخش مرکزی شهرستان قائنات   | کلاته سعید       | ۲۵             | ۱              | ۰            | ۴                   | ۵                   |
| نشست            | بخش مرکزی شهرستان قائنات   | وزق              | ۲۲۰            | ۱۳             | ۱۲           | ۵                   | ۵                   |
| نصرت‌آباد        | بخش مرکزی شهرستان قائنات   | افریز            | ۴۰۰۰           | ۱۷۵            | ۲۰           | ۸                   | ۶                   |
| نهاباد          | بخش مرکزی شهرستان قائنات   | پایهان           | ۲۵۰            | ۱۰             | ۱۵           | ۹                   | ۶                   |
| نوخونج          | بخش مرکزی شهرستان قائنات   | چاده             | ۴۰۰            | ۱۸             | ۲۰           | ۲                   | ۳                   |
| نوده            | بخش مرکزی شهرستان قائنات   | عباس‌آباد         | ۴۷۰            | ۱۹             | ۸            | ۴                   | ۲۰                  |
| نورآباد         | بخش مرکزی شهرستان قائنات   | پهنایی           | ۰              | ۰              | ۱۰           | ۰                   | ۲۰                  |
| نوزاج           | بخش نیمبلوک شهرستان قائنات | دشت بیاض         | ۲۰۰۰           | ۸۰             | ۲۰           | ۵                   | ۱۷                  |
| نوغاب           | بخش نیمبلوک شهرستان قائنات | نوغاب پسکوه      | ۲۰۰۰           | ۹۸             | ۲۳           | ۱۵                  | ۳۰                  |
| نوغاب           | بخش نیمبلوک شهرستان قائنات | نوغاب حاجی‌آباد   | ۲۰۰۰           | ۶۱             | ۱۶           | ۰                   | ۰                   |
| نوکند           | بخش مرکزی شهرستان قائنات   | دشت              | ۵۰۰            | ۲۹             | ۱۷           | ۸                   | ۷                   |
| نی سوخته سفلی   | بخش مرکزی شهرستان قائنات   | برج محمدان       | ۵۰             | ۴              | ۵            | ۲                   | ۰                   |
| نی سوخته علیا   | بخش مرکزی شهرستان قائنات   | برج محمدان       | ۳۵۰            | ۱۲             | ۱۳           | ۹                   | ۳                   |
| نیچه داری       | بخش مرکزی شهرستان قائنات   | نیگ              | ۲۰۰            | ۱۱             | ۱۰           | ۳                   | ۲                   |
| نیگ             | بخش مرکزی شهرستان قائنات   | نیگ              | ۵۵۰            | ۲۷             | ۲۵           | ۷                   | ۴                   |
| هاونک           | بخش مرکزی شهرستان قائنات   | بیهود            | ۱۲۰            | ۶              | ۷            | ۲                   | ۲                   |
| هت              | بخش نیمبلوک شهرستان قائنات | دجنگ             | ۴۰             | ۳              | ۶            | ۱                   | ۱                   |
| همایون          | بخش مرکزی شهرستان قائنات   | همایون           | ۱۶۰۰           | ۲۷             | ۲۰           | ۱۵                  | ۳۰                  |
| همه چاه         | بخش مرکزی شهرستان قائنات   | باراز            | ۱۷۰            | ۱۱             | ۷            | ۶                   | ۹                   |
| هونج            | بخش مرکزی شهرستان قائنات   | نیگ              | ۷۰۰            | ۳۶             | ۲۵           | ۴                   | ۱                   |
| وارثین          | بخش مرکزی شهرستان قائنات   | پهنایی           | ۱۰۰۰           | ۸              | ۱۰           | ۱                   | ۲                   |
| وزق             | بخش مرکزی شهرستان قائنات   | وزق              | ۱۲۰            | ۷              | ۷            | ۴                   | ۵                   |
| پائین کلاته سر  | بخش نیمبلوک شهرستان قائنات | کلاته سری        | ۲۵۰            | ۱۳             | ۱۰           | ۱۲                  | ۳۰                  |
| پابلقوش         | بخش مرکزی شهرستان قائنات   | کلاته نصیر       | ۲۳۰            | ۱۱             | ۶            | ۶                   | ۱۲                  |
| پاتیلی          | بخش مرکزی شهرستان قائنات   | بزبیشه           | ۱۲۰            | ۸              | ۰            | ۳                   | ۴                   |
| پای قلعه        | بخش نیمبلوک شهرستان قائنات | نوغاب پسکوه      | ۲۰۰            | ۱۳             | ۱۵           | ۳                   | ۵                   |
| پایهان          | بخش مرکزی شهرستان قائنات   | پایهان           | ۱۴۰۰           | ۴۵             | ۱۵           | ۳۵                  | ۲۰                  |
| پایکوه          | بخش مرکزی شهرستان قائنات   | پایکوه           | ۱۵۰            | ۰              | ۰            | ۰                   | ۶                   |
| پدندی           | بخش نیمبلوک شهرستان قائنات | بنرگ             | ۱۰۰            | ۲              | ۷            | ۱                   | ۵                   |
| پده             | بخش مرکزی شهرستان قائنات   | اندریک           | ۱۰۰            | ۳              | ۵            | ۴                   | ۳                   |
| پهنایی          | بخش مرکزی شهرستان قائنات   | پهنایی           | ۴۰۰۰           | ۶۷             | ۴۵           | ۲۲                  | ۶۰                  |
| پی باغ          | بخش مرکزی شهرستان قائنات   | تجرگ             | ۱۰۰            | ۴              | ۷            | ۰                   | ۴                   |
| پی نسرپائین     | بخش مرکزی شهرستان قائنات   | روم              | ۹۰۰            | ۳۸             | ۸            | ۲                   | ۴                   |
| پی نیو          | بخش مرکزی شهرستان قائنات   | روم              | ۵۰۰            | ۲۶             | ۱۲           | ۲                   | ۲                   |
| پی نیوبالا      | بخش مرکزی شهرستان قائنات   | روم              | ۱۵۰            | ۱۱             | ۶            | ۱                   | ۲                   |
| پی گدار         | بخش مرکزی شهرستان قائنات   | علی‌آباد          | ۱۲۰۰           | ۳۵             | ۶            | ۸                   | ۱۵                  |
| پیش قله درختی   | بخش مرکزی شهرستان قائنات   | روم              | ۱۰۰            | ۶              | ۵            | ۱                   | ۱                   |
| پیچکرود قلی     | بخش مرکزی شهرستان قائنات   | بیهود            | ۲۰۰            | ۰              | ۱۲           | ۵                   | ۶                   |
| پیچکرودسیدان    | بخش مرکزی شهرستان قائنات   | بیهود            | ۳۰۰            | ۱۵             | ۷            | ۴                   | ۴                   |
| چاده            | بخش مرکزی شهرستان قائنات   | چاده             | ۳۰۰            | ۱۷             | ۱۲           | ۲                   | ۵                   |
| چاه تلخ         | بخش مرکزی شهرستان قائنات   | خضری             | ۲۵۰            | ۱۶             | ۳            | ۳                   | ۲                   |
| چاه دهنه        | بخش مرکزی شهرستان قائنات   | چاه دهنه         | ۹۳۰            | ۳۴             | ۲۰           | ۱۵                  | ۱۱                  |
| چاه رود         | بخش نیمبلوک شهرستان قائنات | بزن‌آباد          | ۱۸۰۰           | ۴۶             | ۲۱           | ۱                   | ۱                   |
| چاه زرد         | بخش مرکزی شهرستان قائنات   | تیغدر            | ۸۰۰            | ۴۱             | ۲۵           | ۲۵                  | ۳۰                  |
| چاه طاقی        | بخش نیمبلوک شهرستان قائنات | کلی              | ۶۵۰            | ۱۷             | ۶            | ۰                   | ۰                   |
| چاه پایاب       | بخش نیمبلوک شهرستان قائنات | کلی              | ۳۵۰            | ۰              | ۶            | ۱                   | ۱                   |
| چاه یوسف        | بخش مرکزی شهرستان قائنات   | چاه یوسف         | ۴۶۰۰           | ۱۹۶            | ۲۸           | ۲۰                  | ۳                   |
| چاهوک           | بخش نیمبلوک شهرستان قائنات | کلاته سری        | ۱۰۰            | ۶              | ۵            | ۱۰                  | ۱۵                  |
| چاهک            | بخش مرکزی شهرستان قائنات   | چاهک             | ۴۰۰۰           | ۱۷۵            | ۳۵           | ۲۸                  | ۳۰                  |
| چای پای لاخ     | بخش مرکزی شهرستان قائنات   | برج محمدان       | ۷۰             | ۷              | ۸            | ۴                   | ۰                   |
| چشمه            | بخش مرکزی شهرستان قائنات   | علی‌آباد          | ۲۲۰            | ۸              | ۷            | ۴                   | ۵                   |
| چشمه            | بخش مرکزی شهرستان قائنات   | چلونک            | ۲۵             | ۳              | ۲            | ۳                   | ۲                   |
| چشمه            | بخش مرکزی شهرستان قائنات   | نخرود            | ۵۰             | ۸              | ۶            | ۳                   | ۲                   |
| چشمه آقارضا     | بخش مرکزی شهرستان قائنات   | سارجین           | ۴۰۰            | ۱۶             | ۸            | ۱۲                  | ۸                   |
| چشمه دهن چاه    | بخش مرکزی شهرستان قائنات   | امیرآباد         | ۰              | ۰              | ۴            | ۴                   | ۵                   |
| چشمه رجب        | بخش مرکزی شهرستان قائنات   | نیگ              | ۱۰۰            | ۷              | ۵            | ۱                   | ۱                   |
| چشمه رق         | بخش نیمبلوک شهرستان قائنات | نوغاب پسکوه      | ۱۰۰            | ۷              | ۶            | ۲                   | ۳                   |
| چشمه سفید       | بخش نیمبلوک شهرستان قائنات | خضری             | ۱۱۰            | ۲              | ۶            | ۲                   | ۲                   |
| چشمه سنگی       | بخش مرکزی شهرستان قائنات   | گزنشک            | ۶۰۰            | ۳۳             | ۲۰           | ۳                   | ۱۲                  |
| چشمه سیاه       | بخش نیمبلوک شهرستان قائنات | گزنشک            | ۲۷۰            | ۱۳             | ۷            | ۲                   | ۳                   |
| چشمه سیاه       | بخش مرکزی شهرستان قائنات   | گزنشک            | ۱۰۰            | ۱۰             | ۱۳           | ۲                   | ۴                   |
| چشمه شور        | بخش نیمبلوک شهرستان قائنات | فتح‌آباد          | ۲۰۰            | ۸              | ۳            | ۲                   | ۳                   |
| چشمه شور        | بخش مرکزی شهرستان قائنات   | رزدنبل           | ۱۵۰            | ۶              | ۶            | ۷                   | ۵                   |
| چشمه علی        | بخش مرکزی شهرستان قائنات   | چشمه علی         | ۲۵۰            | ۱۱             | ۱۲           | ۲                   | ۲                   |
| چشمه علی گلکا   | بخش مرکزی شهرستان قائنات   | زمانی            | ۲۰             | ۳              | ۳            | ۱                   | ۱                   |
| چشمه لاخی       | بخش مرکزی شهرستان قائنات   | گزنو             | ۷۰             | ۰              | ۰            | ۱۰                  | ۱۷                  |
| چشمه پائین      | بخش مرکزی شهرستان قائنات   | نارگندل          | ۵۰             | ۳              | ۹            | ۱                   | ۱                   |
| چلونک           | بخش مرکزی شهرستان قائنات   | روم              | ۱۱۰۰           | ۶۳             | ۱۴           | ۱۳                  | ۷                   |
| چلونک بزرگ      | بخش مرکزی شهرستان قائنات   | چلونک            | ۵۰             | ۴              | ۳            | ۴                   | ۳                   |
| چمشک            | بخش مرکزی شهرستان قائنات   | گزنو             | ۱۲۰۰           | ۳۷             | ۲۰           | ۶                   | ۱۲                  |
| چمند            | بخش مرکزی شهرستان قائنات   | بزبیشه           | ۱۵۰            | ۰              | ۰            | ۸                   | ۱۰                  |
| چنار سوخته      | بخش مرکزی شهرستان قائنات   | کلاته سعید       | ۶۰             | ۴              | ۸            | ۱                   | ۵                   |
| چناران          | بخش نیمبلوک شهرستان قائنات | خنج              | ۱۵۰            | ۶              | ۸            | ۲                   | ۵                   |
| چندوم           | بخش نیمبلوک شهرستان قائنات | دره باز          | ۱۵۰            | ۱۱             | ۷            | ۲                   | ۳                   |
| چهارچشمه بالا   | بخش مرکزی شهرستان قائنات   | روم              | ۱۰۰            | ۷              | ۵            | ۱                   | ۱                   |
| چهارچشمه سفلی   | بخش مرکزی شهرستان قائنات   | روم              | ۱۵۰            | ۸              | ۶            | ۱                   | ۱                   |
| چیرک            | بخش مرکزی شهرستان قائنات   | شیرمزغ           | ۵۰۰            | ۲۵             | ۱۱           | ۶                   | ۸                   |
| کاریزسرخونه     | بخش مرکزی شهرستان قائنات   | قیصار            | ۱۴۰۰           | ۶۷             | ۳۰           | ۲                   | ۲                   |
| کازه خاری       | بخش مرکزی شهرستان قائنات   | کلاته دلاکان     | ۴۰۰            | ۱۷             | ۱۲           | ۷                   | ۸                   |
| کاسیچ           | بخش مرکزی شهرستان قائنات   | پهنایی           | ۱۵۰۰           | ۲۳             | ۲۰           | ۲                   | ۱۰                  |
| کاشانک          | بخش مرکزی شهرستان قائنات   | خشک              | ۳۰۰            | ۱۲             | ۵            | ۲                   | ۱                   |
| کاشی            | بخش مرکزی شهرستان قائنات   | کلاته سعید       | ۵۰             | ۱              | ۸            | ۳                   | ۳                   |
| کال             | بخش مرکزی شهرستان قائنات   | فلک              | ۲۵۰            | ۱۱             | ۸            | ۵                   | ۱۲                  |
| کال آب خنک      | بخش مرکزی شهرستان قائنات   | رومشتک           | ۲۰۰            | ۱۳             | ۹            | ۱۲                  | ۴                   |
| کال ترش         | بخش مرکزی شهرستان قائنات   | رزدنبل           | ۳۵۰            | ۰              | ۰            | ۱۶                  | ۳                   |
| کاه کره         | بخش مرکزی شهرستان قائنات   | کره              | ۳۰۰            | ۱۲             | ۱۱           | ۸                   | ۳۸                  |
| کاچاهو          | بخش مرکزی شهرستان قائنات   | تندیل            | ۷۰۰            | ۳۲             | ۶            | ۰                   | ۶                   |
| کبودان          | بخش مرکزی شهرستان قائنات   | روم              | ۳۰۰            | ۱۶             | ۸            | ۱                   | ۲                   |
| کتو             | بخش نیمبلوک شهرستان قائنات | خنج              | ۲۰             | ۴              | ۱۰           | ۱                   | ۱                   |
| کربلا’ی غلامرضا | بخش نیمبلوک شهرستان قائنات | کرغند            | ۱۰۰            | ۱۵             | ۱۰           | ۲                   | ۲                   |
| کرت‌آباد         | بخش مرکزی شهرستان قائنات   | اویچ             | ۴۰۰            | ۲۳             | ۲۰           | ۴                   | ۶                   |
| کردآباد         | بخش نیمبلوک شهرستان قائنات | کرغند            | ۷۰۰            | ۲۱             | ۱۲           | ۳                   | ۱۰                  |
| کردآباد         | بخش نیمبلوک شهرستان قائنات | کرغند            | ۳۵۰            | ۲۳             | ۱۲           | ۳                   | ۲۰                  |
| کردآباد         | بخش نیمبلوک شهرستان قائنات | کرغند            | ۸۰             | ۵              | ۷            | ۶                   | ۲۰                  |
| کردآباد ی       | بخش نیمبلوک شهرستان قائنات | دهشک             | ۱۰۰۰           | ۴۲             | ۲۰           | ۱۸                  | ۰                   |
| کردیان          | بخش نیمبلوک شهرستان قائنات | بزن‌آباد          | ۸۵۰            | ۲۴             | ۰            | ۷                   | ۱۵                  |
| کردین           | بخش مرکزی شهرستان قائنات   | سارجین           | ۳۵             | ۱۴             | ۱۰           | ۳                   | ۳                   |
| کرسیچ           | بخش مرکزی شهرستان قائنات   | تگابند           | ۲۰۰            | ۱۰             | ۶            | ۶                   | ۵                   |
| کرغند           | بخش نیمبلوک شهرستان قائنات | کرغند            | ۲۰۰            | ۵              | ۱۲           | ۱۵                  | ۳۶                  |
| کره             | بخش مرکزی شهرستان قائنات   | کره              | ۶۰             | ۳              | ۱۵           | ۹                   | ۶۰                  |
| کرچ بالا        | بخش مرکزی شهرستان قائنات   | کرچ              | ۲۰۰            | ۱۳             | ۸            | ۱۸                  | ۲۰                  |
| کرچ سفلی        | بخش مرکزی شهرستان قائنات   | کرچ              | ۴۰۰            | ۱۵             | ۸            | ۱۲                  | ۱۰                  |
| کرکسان          | بخش مرکزی شهرستان قائنات   | شاج              | ۱۸۰            | ۶              | ۷            | ۲                   | ۸                   |
| کریچ            | بخش مرکزی شهرستان قائنات   | تگابند           | ۱۱۰            | ۴              | ۶            | ۷                   | ۱۰                  |
| کسنه            | بخش مرکزی شهرستان قائنات   | زمانی            | ۶۰۰            | ۲۸             | ۱۸           | ۲                   | ۲                   |
| کسه             | بخش مرکزی شهرستان قائنات   | زمانی            | ۶۷۵            | ۲۷             | ۱۶           | ۱۲                  | ۴                   |
| کسکی بالا       | بخش مرکزی شهرستان قائنات   | روم              | ۵۰۰            | ۲۹             | ۱۵           | ۹                   | ۶                   |
| کشمش            | بخش مرکزی شهرستان قائنات   | برکوک            | ۳۰۰            | ۱۱             | ۱۱           | ۴                   | ۳                   |
| کفتوک           | بخش نیمبلوک شهرستان قائنات | کارشک            | ۲۵۰            | ۱۰             | ۱۵           | ۱                   | ۲                   |
| کل خار          | بخش مرکزی شهرستان قائنات   | کره              | ۳۰             | ۳              | ۸            | ۱                   | ۲                   |
| کل درک          | بخش مرکزی شهرستان قائنات   | کنارنگ           | ۲۰۰            | ۷              | ۸            | ۴                   | ۲۰                  |
| کلاته آخوند     | بخش مرکزی شهرستان قائنات   | گزنشک            | ۶۰             | ۴              | ۶            | ۳                   | ۷                   |
| کلاته آقا       | بخش مرکزی شهرستان قائنات   | شیرخند           | ۲۵۰            | ۴              | ۹            | ۳                   | ۵                   |
| کلاته آقا       | بخش نیمبلوک شهرستان قائنات | دشت بیاض         | ۳۰             | ۲              | ۶            | ۲                   | ۲                   |
| کلاته ابراهیم   | بخش مرکزی شهرستان قائنات   | نارگندل          | ۶۰             | ۳              | ۱۲           | ۲                   | ۱                   |
| کلاته باغ       | بخش مرکزی شهرستان قائنات   | زول              | ۸۵۰            | ۵۵             | ۱۸           | ۲                   | ۲                   |
| کلاته بالا      | بخش مرکزی شهرستان قائنات   | شیرخند           | ۳۰۰            | ۱۳             | ۱۲           | ۳                   | ۱                   |
| کلاته بالا      | بخش مرکزی شهرستان قائنات   | خونیک تجن        | ۱۰۰            | ۵              | ۱۲           | ۰                   | ۰                   |
| کلاته بالا      | بخش مرکزی شهرستان قائنات   | شیرخند           | ۲۵۰            | ۱۱             | ۱۲           | ۳                   | ۱                   |
| کلاته بلندباغ   | بخش مرکزی شهرستان قائنات   | کورشک            | ۳۰۰            | ۱۶             | ۱۲           | ۳                   | ۳                   |
| کلاته بلوچ      | بخش مرکزی شهرستان قائنات   | عباس‌آباد         | ۴۵۰            | ۱۸             | ۱۲           | ۷                   | ۲                   |
| کلاته بنی       | بخش نیمبلوک شهرستان قائنات | گزنشک            | ۱۲             | ۳              | ۴            | ۳                   | ۵                   |
| کلاته حاج حمزه  | بخش مرکزی شهرستان قائنات   | کلاته دلاکان     | ۵۰             | ۳              | ۷            | ۱                   | ۱                   |
| کلاته حاجی      | بخش نیمبلوک شهرستان قائنات | فتح‌آباد          | ۱۰۰            | ۵              | ۶            | ۳                   | ۵                   |
| کلاته حاجیاباد  | بخش مرکزی شهرستان قائنات   | روم              | ۵۰۰            | ۲۹             | ۹            | ۱                   | ۱                   |
| کلاته حسن نخی   | بخش مرکزی شهرستان قائنات   | کلاته دلاکان     | ۱۰۰            | ۵              | ۷            | ۱                   | ۱                   |
| کلاته حسن‌آباد   | بخش مرکزی شهرستان قائنات   | سده              | ۵۰۰            | ۳۱             | ۱۰           | ۰                   | ۱                   |
| کلاته حسین      | بخش نیمبلوک شهرستان قائنات | کارشک            | ۳۵۰            | ۱۵             | ۲۰           | ۱                   | ۳                   |
| کلاته خسخو      | بخش نیمبلوک شهرستان قائنات | گزنشک            | ۱۰۰            | ۴              | ۱۴           | ۳                   | ۵                   |
| کلاته خیرخواه   | بخش مرکزی شهرستان قائنات   | چاده             | ۱۸۰            | ۱۲             | ۱۸           | ۲                   | ۲                   |
| کلاته دلاکان    | بخش مرکزی شهرستان قائنات   | کلاته دلاکان     | ۱۲۰            | ۹              | ۸            | ۲                   | ۳                   |
| کلاته ذبیح ا    | بخش مرکزی شهرستان قائنات   | گزنشک            | ۱۰۰۰           | ۱۳             | ۲۰           | ۲                   | ۳                   |
| کلاته ربیع      | بخش مرکزی شهرستان قائنات   | کبودان           | ۸۰             | ۳              | ۱۲           | ۳                   | ۲                   |
| کلاته ربیع      | بخش مرکزی شهرستان قائنات   | سده              | ۲۵۰            | ۱۳             | ۱۵           | ۴                   | ۳                   |
| کلاته رحمانی    | بخش مرکزی شهرستان قائنات   | زمانی            | ۹۰             | ۶              | ۹            | ۲                   | ۱                   |
| کلاته رحمانی    | بخش مرکزی شهرستان قائنات   | کلاته رحمانی     | ۱۸۰            | ۱۲             | ۱۲           | ۱                   | ۲                   |
| کلاته رحمانی    | بخش مرکزی شهرستان قائنات   | زمانی            | ۹۰             | ۶              | ۹            | ۱                   | ۱                   |
| کلاته رستم      | بخش نیمبلوک شهرستان قائنات | بنرگ             | ۴۰۰            | ۱۶             | ۱۰           | ۳                   | ۱۰                  |
| کلاته رمضان     | بخش نیمبلوک شهرستان قائنات | نوغاب پسکوه      | ۱۰۰            | ۶              | ۸            | ۳                   | ۳                   |
| کلاته ریگ       | بخش مرکزی شهرستان قائنات   | چلونک            | ۱۰۰۰           | ۴۸             | ۷            | ۶                   | ۴                   |
| کلاته سادات     | بخش نیمبلوک شهرستان قائنات | کرغند            | ۳۰۰            | ۱۷             | ۲۴           | ۱۲                  | ۲۷                  |
| کلاته سرهنگ     | بخش مرکزی شهرستان قائنات   | اویچ             | ۴۵۰            | ۲۵             | ۱۵           | ۱۱                  | ۵                   |
| کلاته سری       | بخش نیمبلوک شهرستان قائنات | ملک‌آباد          | ۳۰۰            | ۱۲             | ۱۵           | ۶                   | ۲۰                  |
| کلاته سعید      | بخش مرکزی شهرستان قائنات   | کلاته سعید       | ۴۵             | ۲              | ۳            | ۳                   | ۷                   |
| کلاته سید       | بخش مرکزی شهرستان قائنات   | بیهود            | ۱۰۰            | ۵              | ۷            | ۲                   | ۴                   |
| کلاته سید       | بخش نیمبلوک شهرستان قائنات | بیناباج          | ۴۰۰            | ۱۶             | ۲۰           | ۲                   | ۳                   |
| کلاته شعبان     | بخش مرکزی شهرستان قائنات   | کره              | ۴۰             | ۳              | ۵            | ۵                   | ۴                   |
| کلاته شوراب     | بخش مرکزی شهرستان قائنات   | اوج              | ۱۲             | ۷              | ۷            | ۲                   | ۱                   |
| کلاته شیب       | بخش مرکزی شهرستان قائنات   | عباس‌آباد         | ۶۹۰            | ۱۸             | ۹            | ۱۳                  | ۱۳                  |
| کلاته شیخ       | بخش مرکزی شهرستان قائنات   | فلک              | ۸۰۰            | ۳۵             | ۱۱           | ۱۲                  | ۵۵                  |
| کلاته شیخ سفلی  | بخش نیمبلوک شهرستان قائنات | کارشک            | ۳۰۰            | ۱۲             | ۱۵           | ۲                   | ۴                   |
| کلاته شیخ علیا  | بخش نیمبلوک شهرستان قائنات | کارشک            | ۳۰۰            | ۱۴             | ۱۶           | ۲                   | ۳                   |
| کلاته صفر       | بخش نیمبلوک شهرستان قائنات | بسکاباد          | ۸۲۰            | ۲۶             | ۱۲           | ۴                   | ۵                   |
| کلاته عباس      | بخش نیمبلوک شهرستان قائنات | خنج              | ۵۰             | ۲              | ۶            | ۱                   | ۱                   |
| کلاته عبدلحسین  | بخش نیمبلوک شهرستان قائنات | بسکاباد          | ۲۰             | ۲              | ۶            | ۱                   | ۱                   |
| کلاته عربی      | بخش مرکزی شهرستان قائنات   | نارگندل          | ۶۰             | ۸              | ۱۲           | ۲                   | ۲                   |
| کلاته علی مراد  | بخش نیمبلوک شهرستان قائنات | بسکاباد          | ۱۵۰۰           | ۵۱             | ۳۰           | ۲                   | ۳                   |
| کلاته غلام محمد | بخش مرکزی شهرستان قائنات   | زمانی            | ۲۵             | ۳              | ۲            | ۱                   | ۱                   |
| کلاته قاسمی     | بخش مرکزی شهرستان قائنات   | گلگنج            | ۲۵۰            | ۸              | ۶            | ۳                   | ۴                   |
| کلاته قا’ن      | بخش مرکزی شهرستان قائنات   | کلاته قائن       | ۷۰۰            | ۲۲             | ۶            | ۴                   | ۴                   |
| کلاته قربان     | بخش مرکزی شهرستان قائنات   | برج محمدان       | ۶۰             | ۴              | ۷            | ۳                   | ۱                   |
| کلاته قصاب      | بخش مرکزی شهرستان قائنات   | کلاته قصاب       | ۱۵۰۰           | ۹۲             | ۸            | ۵                   | ۶                   |
| کلاته قصاب      | بخش مرکزی شهرستان قائنات   | پهنایی           | ۲۰۰۰           | ۲۷             | ۱۵           | ۲                   | ۱۵                  |
| کلاته محستم     | بخش مرکزی شهرستان قائنات   | کره              | ۶۰             | ۲              | ۵            | ۳                   | ۳                   |
| کلاته محمد      | بخش مرکزی شهرستان قائنات   | کورشک            | ۲۰۰            | ۹              | ۱۰           | ۲                   | ۲                   |
| کلاته محمداکبر  | بخش مرکزی شهرستان قائنات   | زمانی            | ۳۷۰            | ۲۱             | ۱۴           | ۱                   | ۱                   |
| کلاته مرادی     | بخش مرکزی شهرستان قائنات   | عباس‌آباد         | ۴۱۰            | ۱۴             | ۱۰           | ۶                   | ۷                   |
| کلاته مرتضی     | بخش نیمبلوک شهرستان قائنات | نوغاب پسکوه      | ۱۰۰            | ۶              | ۸            | ۶                   | ۹                   |
| کلاته مرغزاران  | بخش نیمبلوک شهرستان قائنات | مرغ زاران        | ۲۰۰            | ۸              | ۶            | ۳                   | ۳                   |
| کلاته مزار      | بخش نیمبلوک شهرستان قائنات | کلاته سری        | ۱۵۰            | ۵              | ۰            | ۲                   | ۵                   |
| کلاته مزار      | بخش مرکزی شهرستان قائنات   | کلاته مزار       | ۵۵۰            | ۳۵             | ۱۲           | ۴                   | ۲                   |
| کلاته مزار      | بخش مرکزی شهرستان قائنات   | شیرخند           | ۱۰             | ۲              | ۴            | ۲                   | ۱                   |
| کلاته ملا       | بخش مرکزی شهرستان قائنات   | بیهود            | ۱۲۰            | ۶              | ۴            | ۳                   | ۳                   |
| کلاته ملاعباس   | بخش مرکزی شهرستان قائنات   | کلاته دلاکان     | ۱۲۰            | ۷              | ۱۰           | ۱                   | ۲                   |
| کلاته ملاعلی    | بخش نیمبلوک شهرستان قائنات | علی زنگی         | ۵۰             | ۳              | ۳            | ۴                   | ۷                   |
| کلاته ملاقنبر   | بخش مرکزی شهرستان قائنات   | شیرخند           | ۱۵             | ۳              | ۵            | ۳                   | ۱                   |
| کلاته ملامصطفی  | بخش نیمبلوک شهرستان قائنات | کلاته سری        | ۲۵۰            | ۱۲             | ۵            | ۳                   | ۸                   |
| کلاته موسی      | بخش مرکزی شهرستان قائنات   | زمانی            | ۵۰             | ۳              | ۴            | ۱                   | ۱                   |
| کلاته میرزا     | بخش مرکزی شهرستان قائنات   | کره              | ۸۰             | ۷              | ۶            | ۸                   | ۵                   |
| کلاته میرزا     | بخش نیمبلوک شهرستان قائنات | خنج              | ۲۰۰            | ۱۰             | ۹            | ۳                   | ۳                   |
| کلاته نو        | بخش مرکزی شهرستان قائنات   | معراج            | ۹۰۰            | ۳۲             | ۱۰           | ۷                   | ۱۲                  |
| کلاته نو        | بخش نیمبلوک شهرستان قائنات | کرغند            | ۴۰۰            | ۳۲             | ۲۰           | ۸                   | ۱۰                  |
| کلاته نو        | بخش مرکزی شهرستان قائنات   | چاده             | ۲۵۰            | ۱۳             | ۱۸           | ۲                   | ۲                   |
| کلاته نو        | بخش نیمبلوک شهرستان قائنات | دجنگ             | ۱۲۰            | ۸              | ۱۲           | ۰                   | ۰                   |
| کلاته نو        | بخش مرکزی شهرستان قائنات   | روم              | ۱۵۰۰           | ۴۲             | ۱۲           | ۴                   | ۶                   |
| کلاته نو        | بخش نیمبلوک شهرستان قائنات | اچونی            | ۶۵۰            | ۲۵             | ۱۳           | ۸                   | ۱۲                  |
| کلاته نو        | بخش مرکزی شهرستان قائنات   | کلاته بالا       | ۱۵۰۰           | ۲۵             | ۱۸           | ۵                   | ۵                   |
| کلاته نورسوز    | بخش مرکزی شهرستان قائنات   | گزنشک            | ۲۰۰            | ۱۱             | ۱۲           | ۳                   | ۵                   |
| کلاته هوگ       | بخش مرکزی شهرستان قائنات   | بزبیشه           | ۵۰             | ۰              | ۰            | ۴                   | ۴                   |
| کلاته پائین     | بخش مرکزی شهرستان قائنات   | کلاته دلاکان     | ۱۵۰            | ۸              | ۷            | ۲                   | ۲                   |
| کلاته پائین     | بخش مرکزی شهرستان قائنات   | نخرود            | ۱۰۰            | ۷              | ۱۵           | ۳                   | ۲                   |
| کلاته پائین     | بخش مرکزی شهرستان قائنات   | گزنشک            | ۳۰۰            | ۹              | ۱۳           | ۳                   | ۷                   |
| کلاته پرخمدی    | بخش مرکزی شهرستان قائنات   | زمانی            | ۳۵             | ۳              | ۴            | ۱                   | ۱                   |
| کلاته پی رود    | بخش مرکزی شهرستان قائنات   | روم              | ۱۳۰            | ۵              | ۹            | ۴                   | ۱                   |
| کلاته کر        | بخش مرکزی شهرستان قائنات   | روم              | ۶۰۰            | ۲۷             | ۱۲           | ۲                   | ۳                   |
| کلاته کریم      | بخش مرکزی شهرستان قائنات   | خشک              | ۷۰۰            | ۲۶             | ۱۰           | ۱۲                  | ۵                   |
| کلاته کمر       | بخش مرکزی شهرستان قائنات   | روم              | ۲۰۰            | ۸              | ۹            | ۲                   | ۲                   |
| کلاته کوره گز   | بخش نیمبلوک شهرستان قائنات | شندان عرب        | ۲۰۰۰           | ۹۲             | ۲۲           | ۸                   | ۱۲                  |
| کلاته کیفی      | بخش مرکزی شهرستان قائنات   | پهنایی           | ۱۵۰۰           | ۲۵             | ۱۲           | ۲                   | ۴                   |
| کلاوه زن        | بخش مرکزی شهرستان قائنات   | کلاته سعید       | ۵۰             | ۳              | ۱۰           | ۵                   | ۵                   |
| کلدرک           | بخش مرکزی شهرستان قائنات   | کنارنک           | ۲۵۰            | ۲۰             | ۱۲           | ۲                   | ۶                   |
| کمندر           | بخش مرکزی شهرستان قائنات   | بیهود            | ۳۰۰            | ۰              | ۸            | ۵                   | ۱۲                  |
| کمینگاه         | بخش مرکزی شهرستان قائنات   | بیهود            | ۱۳۰            | ۵              | ۰            | ۲                   | ۴                   |
| کنارنک          | بخش مرکزی شهرستان قائنات   | کنارنک           | ۴۰۰            | ۲۰             | ۱۵           | ۹                   | ۳۰                  |
| کنارنگ          | بخش مرکزی شهرستان قائنات   | کنارنگ           | ۵۰۰            | ۱۲             | ۸            | ۱۴                  | ۵۰                  |
| کوباز علیا      | بخش مرکزی شهرستان قائنات   | برج محمدان       | ۵۰۰            | ۲۰             | ۱۵           | ۳۰                  | ۴۰                  |
| کودانبار        | بخش مرکزی شهرستان قائنات   | رزدنبل           | ۱۰۰            | ۴              | ۶            | ۵                   | ۳                   |
| کورشک           | بخش مرکزی شهرستان قائنات   | کورشک            | ۲۰۰            | ۱۶             | ۶            | ۳                   | ۲                   |
| کوهمیران        | بخش مرکزی شهرستان قائنات   | کوهمیران         | ۱۰۰۰           | ۴۷             | ۵            | ۷                   | ۱                   |
| کوهپاح          | بخش مرکزی شهرستان قائنات   | پهنایی           | ۲۵۰            | ۱۰             | ۱۰           | ۱                   | ۵                   |
| کوچ قائنی       | بخش نیمبلوک شهرستان قائنات | اچونی            | ۳۵۰            | ۸              | ۹            | ۰                   | ۰                   |
| کوچه ها         | بخش مرکزی شهرستان قائنات   | پهنایی           | ۱۰۰۰           | ۱۰             | ۵            | ۱                   | ۳                   |
| کیا             | بخش مرکزی شهرستان قائنات   | علی‌آباد سفلی     | ۱۵۰            | ۵              | ۹            | ۱۰                  | ۸                   |
| کیدک            | بخش نیمبلوک شهرستان قائنات | بسکاباد          | ۲۵۰            | ۱۱             | ۷            | ۸                   | ۱۳                  |
| گاورسی          | بخش مرکزی شهرستان قائنات   | گاورسی           | ۵۵۰            | ۲۷             | ۱۵           | ۲                   | ۵                   |
| گرازان          | بخش مرکزی شهرستان قائنات   | گرازان           | ۸۰۰            | ۳۱             | ۱۱           | ۸                   | ۵                   |
| گریمنج          | بخش نیمبلوک شهرستان قائنات | گریمنج           | ۳۰۰            | ۰              | ۱۵           | ۰                   | ۰                   |
| گزان            | بخش مرکزی شهرستان قائنات   | دشت              | ۶۰۰            | ۲۷             | ۱۷           | ۵                   | ۵                   |
| گزبابیکی        | بخش مرکزی شهرستان قائنات   | نخرود            | ۵۰۰            | ۲۰             | ۱۲           | ۳                   | ۲                   |
| گزدمو           | بخش نیمبلوک شهرستان قائنات | گزدمو            | ۹۰             | ۰              | ۳            | ۱۵                  | ۲۰                  |
| گزنشک           | بخش مرکزی شهرستان قائنات   | گزنشک            | ۱۴۰۰           | ۳۷             | ۱۴           | ۲۰                  | ۳۲                  |
| گزگونج          | بخش مرکزی شهرستان قائنات   | تجرگ             | ۱۲۰            | ۶              | ۵            | ۷                   | ۵                   |
| گل آواج         | بخش مرکزی شهرستان قائنات   | بیهود            | ۳۰۰            | ۱۲             | ۱۰           | ۹                   | ۲                   |
| گلبرگ سفلی      | بخش مرکزی شهرستان قائنات   | باراز            | ۱۰۰            | ۹              | ۳            | ۵                   | ۳                   |
| گلبرگ علیا      | بخش مرکزی شهرستان قائنات   | باراز            | ۵۰             | ۳              | ۴            | ۰                   | ۰                   |
| گلبرگ علیا      | بخش مرکزی شهرستان قائنات   | باراز            | ۶۰             | ۳              | ۳            | ۱                   | ۱                   |
| گلبیز           | بخش نیمبلوک شهرستان قائنات | گلبیز            | ۱۲۰۰           | ۳۵             | ۱۳           | ۱۵                  | ۱۵                  |
| گلمیر           | بخش مرکزی شهرستان قائنات   | پهنایی           | ۱۰۰۰           | ۱۲             | ۵            | ۱                   | ۲                   |
| گنج مرغ بالا    | بخش نیمبلوک شهرستان قائنات | کرغند            | ۵۰۰            | ۲۵             | ۱۵           | ۱۰                  | ۱۵                  |
| گنج مرغ سفلی    | بخش نیمبلوک شهرستان قائنات | کرغند            | ۵۰۰            | ۲۰             | ۱۸           | ۲۰                  | ۲۰                  |
| گوراب           | بخش مرکزی شهرستان قائنات   | گوراب            | ۶۰             | ۴              | ۱۱           | ۷                   | ۱۲                  |
| گوش سیاه        | بخش مرکزی شهرستان قائنات   | بیهود            | ۵۰۰            | ۲۵             | ۵            | ۶                   | ۰                   |
| گومچ            | بخش مرکزی شهرستان قائنات   | شیرخند           | ۳۵۰            | ۱۴             | ۱۲           | ۴                   | ۱                   |
| گیبره           | بخش مرکزی شهرستان قائنات   | سراب             | ۴۰             | ۲              | ۳            | ۷                   | ۳                   |
| گیبره           | بخش مرکزی شهرستان قائنات   | گلگنج            | ۱۵۰            | ۵              | ۷            | ۱                   | ۱                   |
| یک روسه         | بخش مرکزی شهرستان قائنات   | انردیک           | ۳۰۰            | ۹              | ۱۸           | ۸                   | ۲۶                  |
| یکه درخت        | بخش نیمبلوک شهرستان قائنات | تبزک             | ۱۷۰            | ۱۲             | ۱۳           | ۱                   | ۲                   |